# Matériel roulant du TER Normandie
Cette page est une annexe de l'article « TER Normandie ».
Cette liste recense les parcs de matériels roulants utilisés par le réseau TER Normandie au 22 avril 2025.
Le parc du matériel roulant de ce réseau est en partie issu de la fusion des parcs des réseaux TER Basse-Normandie et TER Haute-Normandie
Il est géré par deux supervisions techniques de flotte (STF) :
- SNO : STF Normandie situé à Sotteville-lès-Rouen et à Caen
- SLN : STF Lignes Normandes situé à Clichy (celui-ci est en déclin)

## Synthèse du parc roulant
Synthèse du parc 8 avril 2025.
| Séries  | Types/surnoms            | Services                     | Nombre de caisses | STF | Total | Observation                                                               |
| ------- | ------------------------ | ---------------------------- | ----------------- | --- | ----- | ------------------------------------------------------------------------- |
| B 82500 | AGC                      | Krono (K) Proxi (P) CiTi (C) | 4 caisses         | SNO | 13    | 4 Rames sont issues du réseau Transilien                                  |
| B 84500 | Régiolis                 | Krono (K)                    | 6 caisses         | SNO | 15    |                                                                           |
| B 85900 | Régiolis                 | Krono (K) Proxi (P)          | 4 caisses         | SNO | 10    |                                                                           |
| X 73500 | A TER                    | Proxi (P)                    | mono-caisse       | SNO | 25    |                                                                           |
| X 76500 | AGC                      | Krono (K) Proxi (P)          | 3 caisses         | SNO | 14    | En cours de rénovation                                                    |
| Z 27500 | AGC                      | Krono (K) Proxi (P) CiTi (C) | 4 ou 3 caisses    | SNO | 30    | 3 exemplaires à 4 caisses ont été vendus à la région Centre-Val-de-Loire. |
| Z 56600 | Regio 2N (Omneo Premium) | Krono+ (K+)                  | 10 caisses        | SNO | 40    |                                                                           |
| Z 56800 | Regio 2N (Omneo 2)       | CiTi (C)                     | 10 caisses        | SNO | 27    | En cours de livraison                                                     |
| Total   |                          |                              |                   |     | 176   |                                                                           |

## Matériel roulant

### Locomotives électriques

#### BB 15000

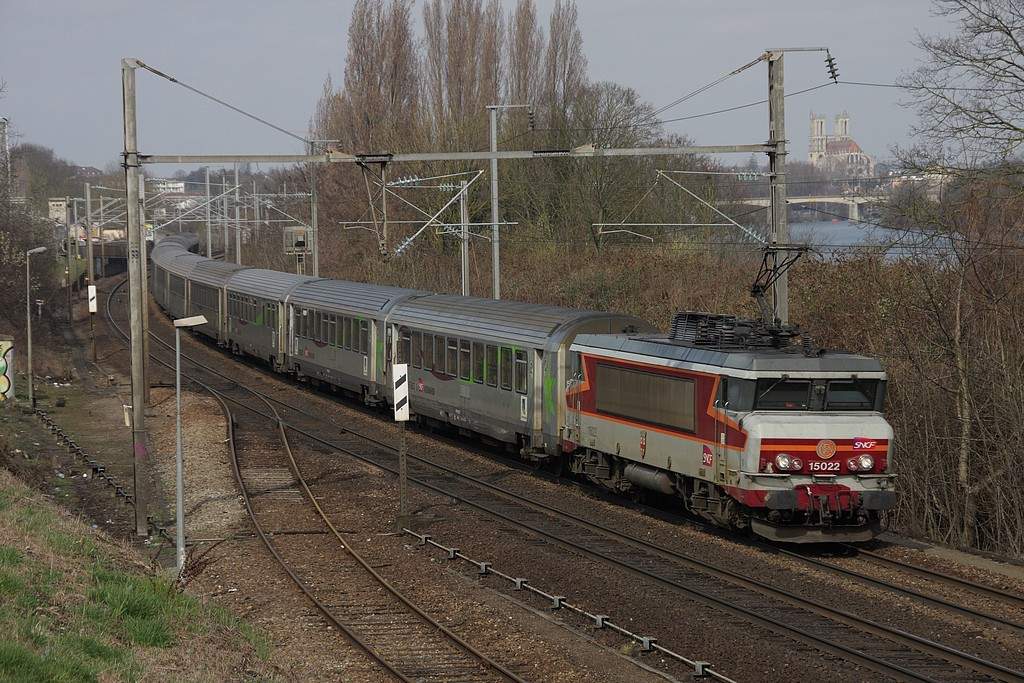
BB 15022 Grand confort peu après Mantes-la-Jolie.

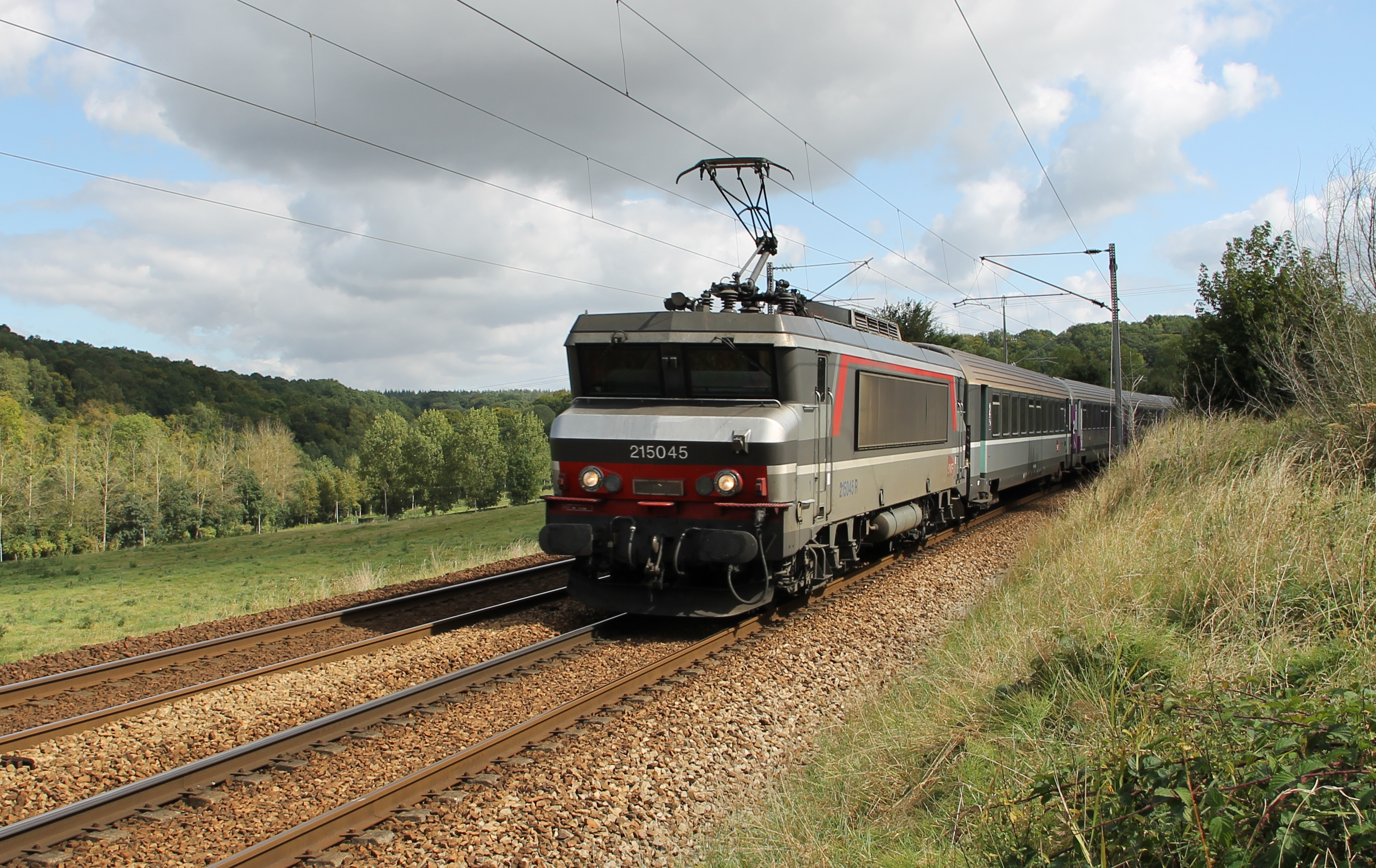
BB 15045 Multiservices près de Barentin.

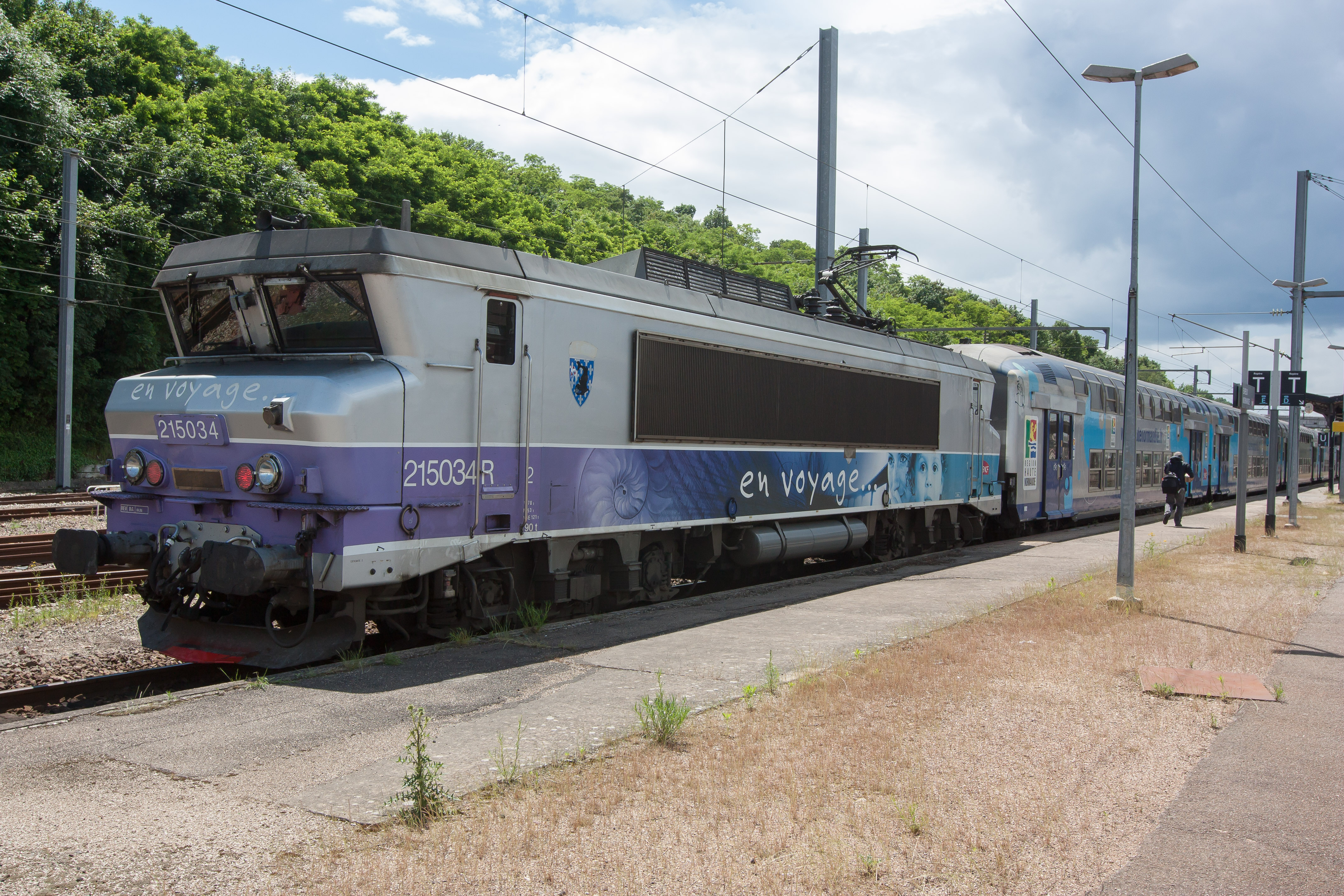
La BB 15034R En Voyage avec une VO2N en gare d'Évreux-Normandie.

| Motrice  | Mise en service  | Radiation         | Livrée               | STF | Baptême/obs           |
| -------- | ---------------- | ----------------- | -------------------- | --- | --------------------- |
| BB 15004 | 4 janvier 1972   | 31 décembre 2020  | Grand confort        | SLN | Sedan                 |
| BB 15009 | 9 mai 1973       | 30 juillet 2021   | Grand confort        | SLN | Reims                 |
| BB 15010 | 28 juin 1973     | 6 mai 2021        | Grand confort        | SLN | Strasbourg            |
| BB 15013 | 15 novembre 1973 | 6 mai 2021        | Grand confort        | SLN | Longuyon              |
| BB 15014 | 28 décembre 1973 | 17 mars 2021      | Grand confort        | SLN | Thionville            |
| BB 15016 | 6 janvier 1974   | 6 mai 2021        | Corail+              | SLN | Charleville-Mézières  |
| BB 15017 | 28 novembre 1974 | 30 mai 2021       | Grand confort        | SLN | Saint-Avold           |
| BB 15019 | 6 janvier 1975   | 6 mai 2021        | Corail+              | SLN | Montigny-lès-Metz     |
| BB 15020 | 24 janvier 1975  | 31 décembre 2020  | Corail+              | SLN | Pau                   |
| BB 15021 | 21 février 1975  | 4 janvier 2021    | Corail+              | SLN | Château-Thierry       |
| BB 15022 | 22 mars 1975     | 30 juillet 2021   | Grand confort        | SLN | Pantin                |
| BB 15023 | 2 avril 1975     | 30 juillet 2021   | Corail+              | SLN | Meaux                 |
| BB 15025 | 13 juin 1975     | 30 juillet 2021   | Grand confort        | SLN | Toul                  |
| BB 15026 | 9 septembre 1975 | 1er novembre 2021 | Corail+              | SLN | Épernay               |
| BB 15027 | 2 octobre 1975   | 19 Décembre 2024  | Corail+              | SLN | Creutzwald            |
| BB 15028 | 14 octobre 1975  | 2 janvier 2013    | Corail +             | SLN | Villiers-le-Bel       |
| BB 15029 | 20 novembre 1975 | 31 mai 2025       | Corail+              | SLN | Aurillac              |
| BB 15031 | 26 novembre 1975 | –                 | Corail+              | SLN | Moyeuvre-Grande       |
| BB 15032 | 2 décembre 1975  | 31 décembre 2024  | Corail+/Faces grises | SLN | Chambly               |
| BB 15034 | 15 décembre 1975 | 31 décembre 2024  | En voyage            | SLN | Sète                  |
| BB 15035 | 5 janvier 1976   | 16 mai 2024       | Corail+              | SLN | Nogent-sur-Marne      |
| BB 15036 | 9 janvier 1976   | 31 décembre 2024  | Corail+              | SLN | Le Perreux-sur-Marne  |
| BB 15037 | 1er janvier 1976 | 15 mars 2025      | Corail+              | SLN | La Ferté-sous-Jouarre |
| BB 15038 | 22 janvier 1976  | 31 mars 2025      | Corail+              | SLN | Ars-sur-Moselle       |
| BB 15043 | 2 mars 1976      | 31 mars 2025      | Corail+              | SLN | Maizières-lès-Metz    |
| BB 15044 | 5 mars 1976      | 31 décembre 2024  | Corail+              | SLN | Suippes               |
| BB 15045 | 18 mars 1976     | 31 décembre 2024  | Corail +             | SLN | Raon-l'Étape          |
| BB 15051 | 9 mai 1978       | 6 mai 2021        | Corail+              | SLN | Aulnoye-Aymeries      |
| BB 15052 | 14 mai 1978      | 21 février 2022   | Corail+              | SLN | Cambrai               |
| BB 15053 | 20 mai 1978      | 15 mai 2025       | En voyage            | SLN | Trouville-sur-Mer     |
| BB 15062 | 24 juin 1978     | 31 décembre 2024  | En voyage            | SLN | Montmédy              |
| BB 15064 | 17 aout 1978     | 31 décembre 2024  | En voyage            | SLN | Saverne               |
| BB 15065 | 17 octobre 1978  | 31 janvier 2025   | En voyage            | SLN | Vaires-sur-Marne      |

### Matériel automoteur

#### Matériel bimode

##### B 82500

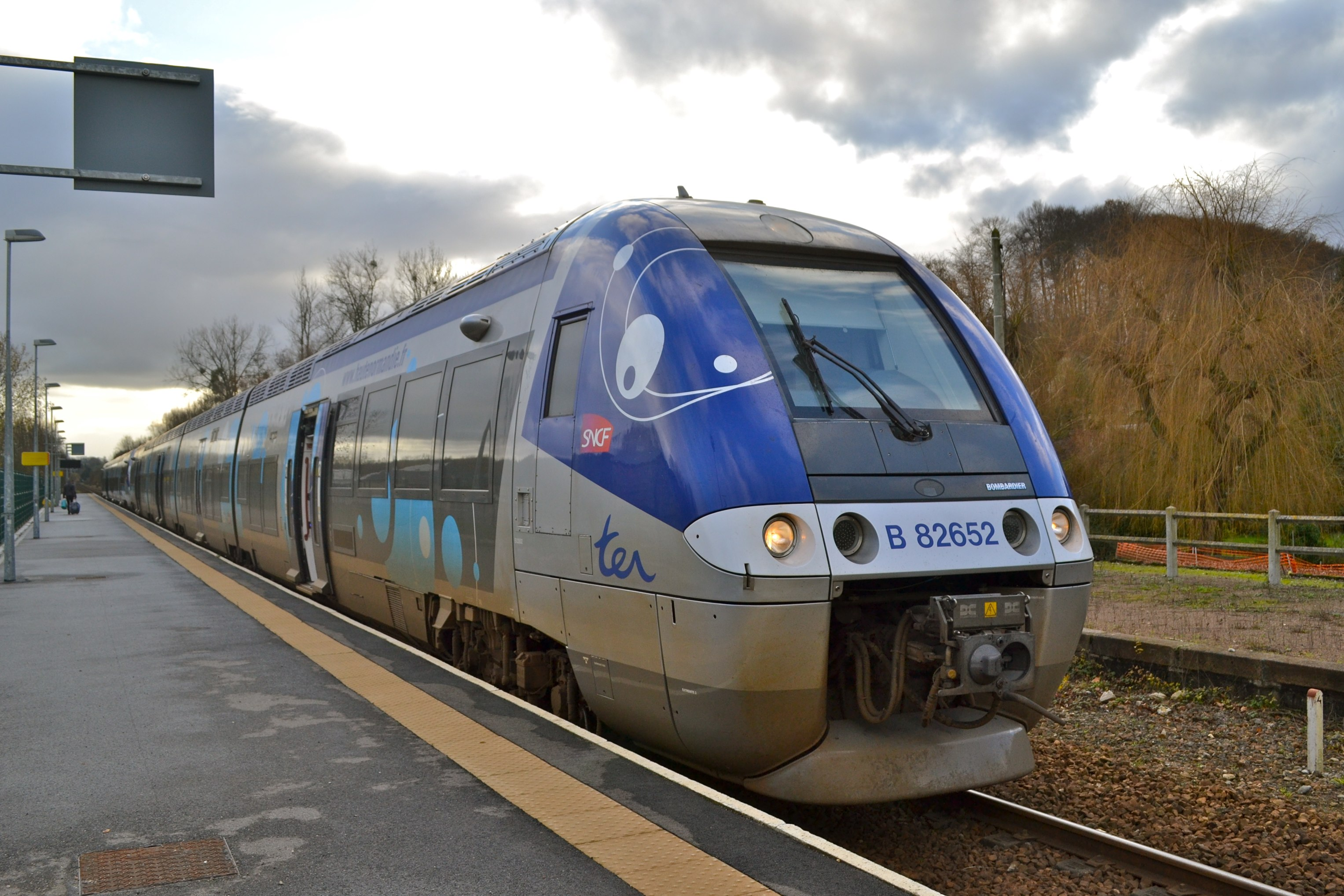
La B 82651/652 en gare de Saint-Aubin-sur-Scie.

| Rames       | Mise en service  | Radiation | Livrée          | STF | Baptême/obs | Ancien réseau          |
| ----------- | ---------------- | --------- | --------------- | --- | ----------- | ---------------------- |
| B 82533/534 | 3 mars 2008      | –         | Transilien      | SNO | –           | ex Transilien          |
| B 82535/536 | 2 avril 2008     | –         | Transilien      | SNO | –           | ex Transilien          |
| B 82537/538 | 25 avril 2008    | –         | Transilien      | SNO | –           | ex Transilien          |
| B 82539/540 | 6 juin 2008      | –         | Transilien      | SNO | –           | ex Transilien          |
| B 82633/634 | 21 janvier 2010  | –         | Haute-Normandie | SNO | –           | ex TER Haute-Normandie |
| B 82645/646 | 5 novembre 2009  | –         | Haute-Normandie | SNO | –           | ex TER Haute-Normandie |
| B 82647/648 | 17 décembre 2009 | –         | Haute-Normandie | SNO | –           | ex TER Haute-Normandie |
| B 82649/650 | 27 novembre 2009 | –         | Haute-Normandie | SNO | –           | ex TER Haute-Normandie |
| B 82651/652 | 21 décembre 2009 | –         | Haute-Normandie | SNO | –           | ex TER Haute-Normandie |
| B 82653/654 | 24 décembre 2009 | –         | Haute-Normandie | SNO | –           | ex TER Haute-Normandie |
| B 82693/694 | 19 mars 2010     | –         | Haute-Normandie | SNO | –           | ex TER Haute-Normandie |
| B 82789/790 | 16 avril 2010    | –         | Haute-Normandie | SNO | –           | ex TER Haute-Normandie |
| B 82791/792 | 9 juin 2010      | –         | Haute-Normandie | SNO | –           | ex TER Haute-Normandie |

##### B 84500 / B 85900 - Régiolis

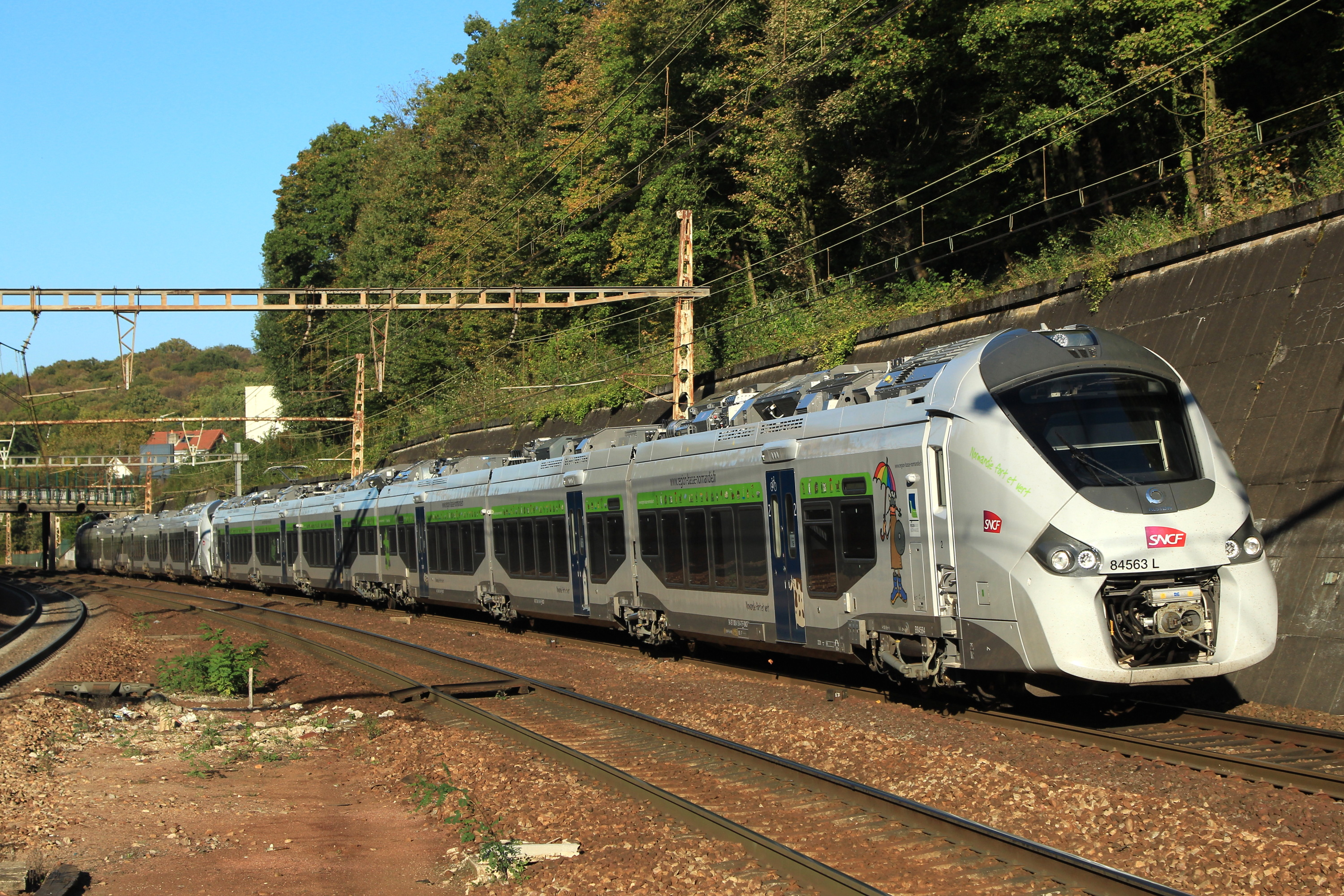
La 84563 L + 84561 L passe en gare de Chaville-Rive-Gauche.

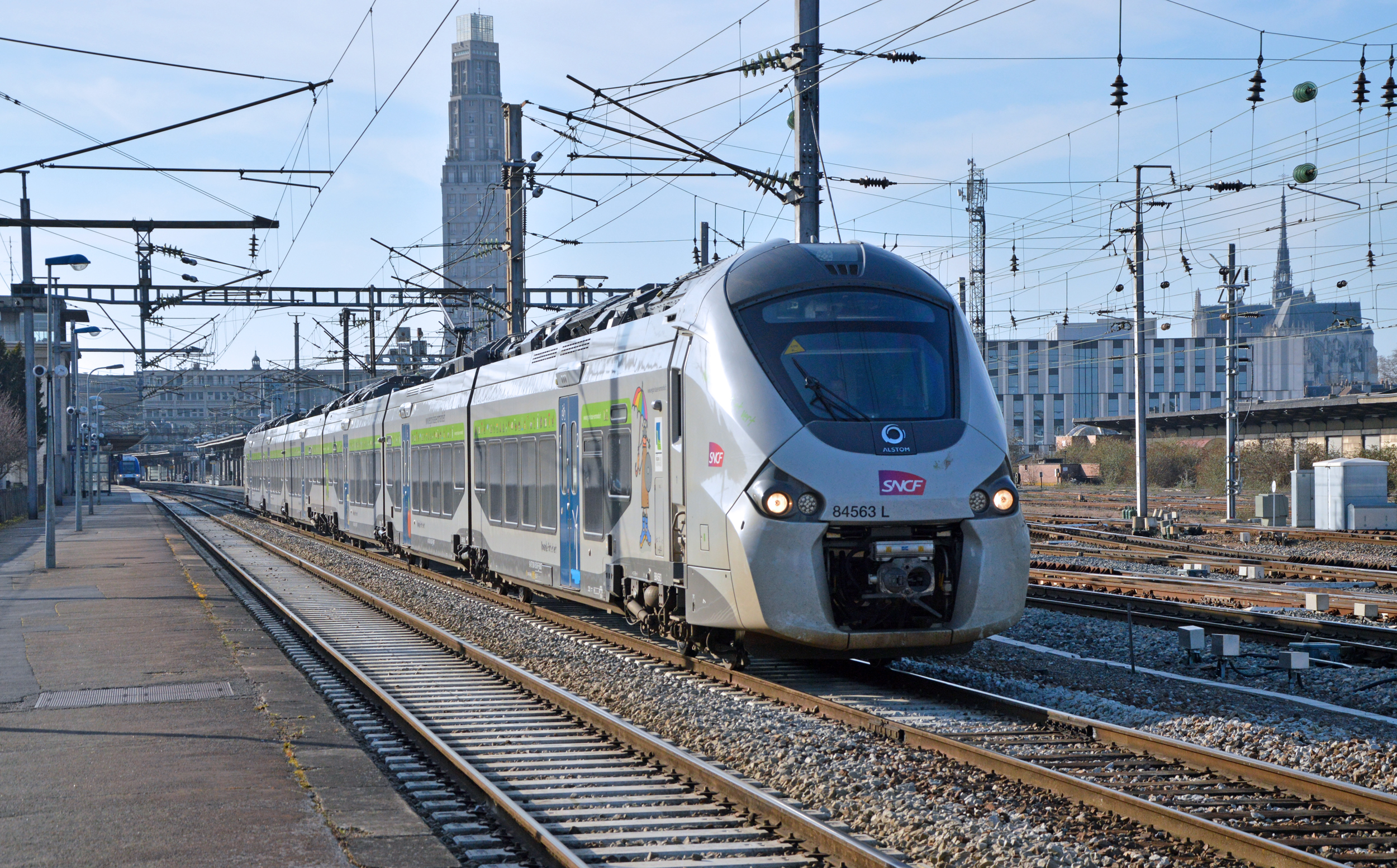
La 84563 L en prêt à Intercités (en 2015) quitte la gare d'Amiens.

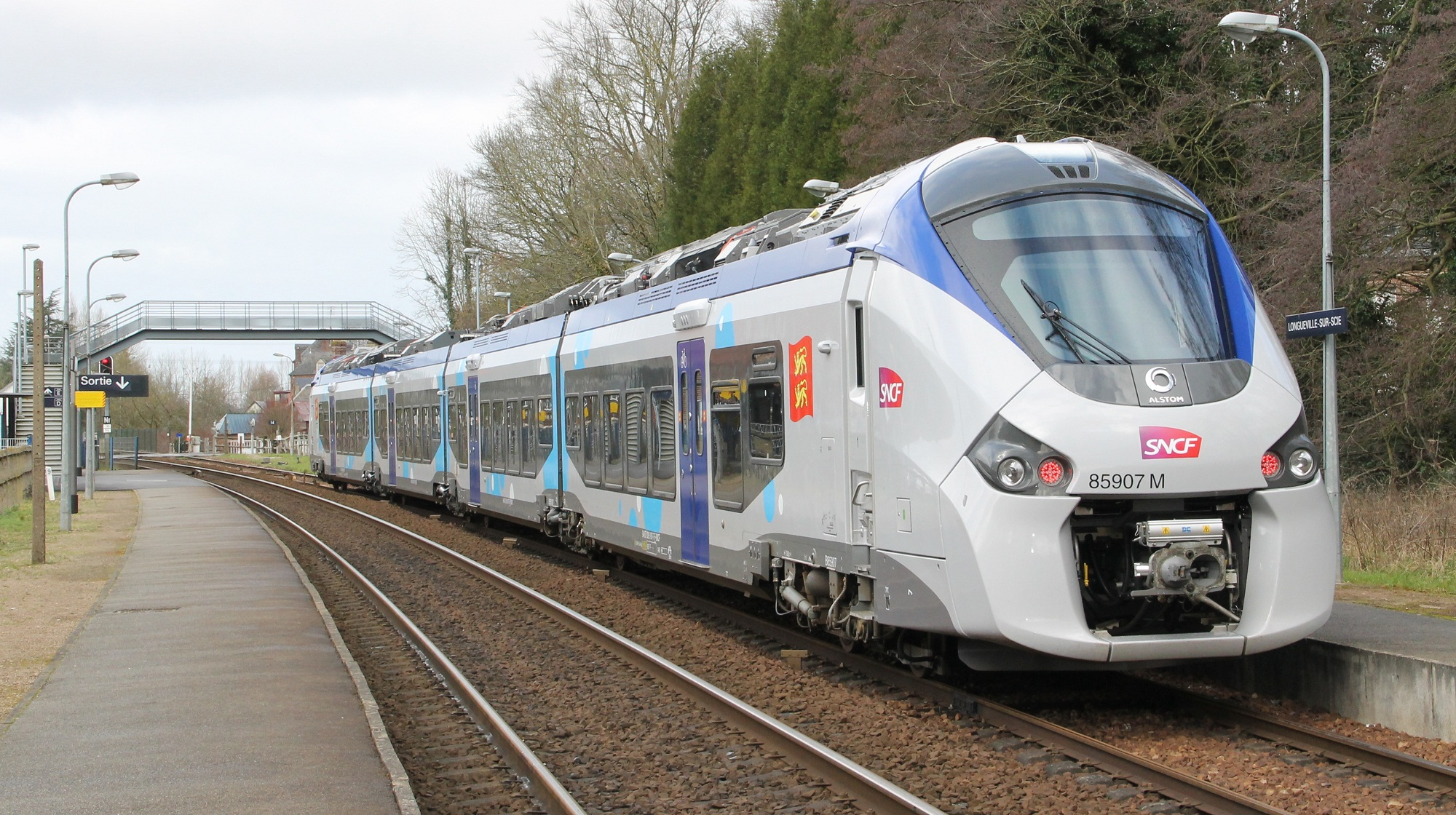
La B 85907/908 passe en gare de Longueville-sur-Scie.

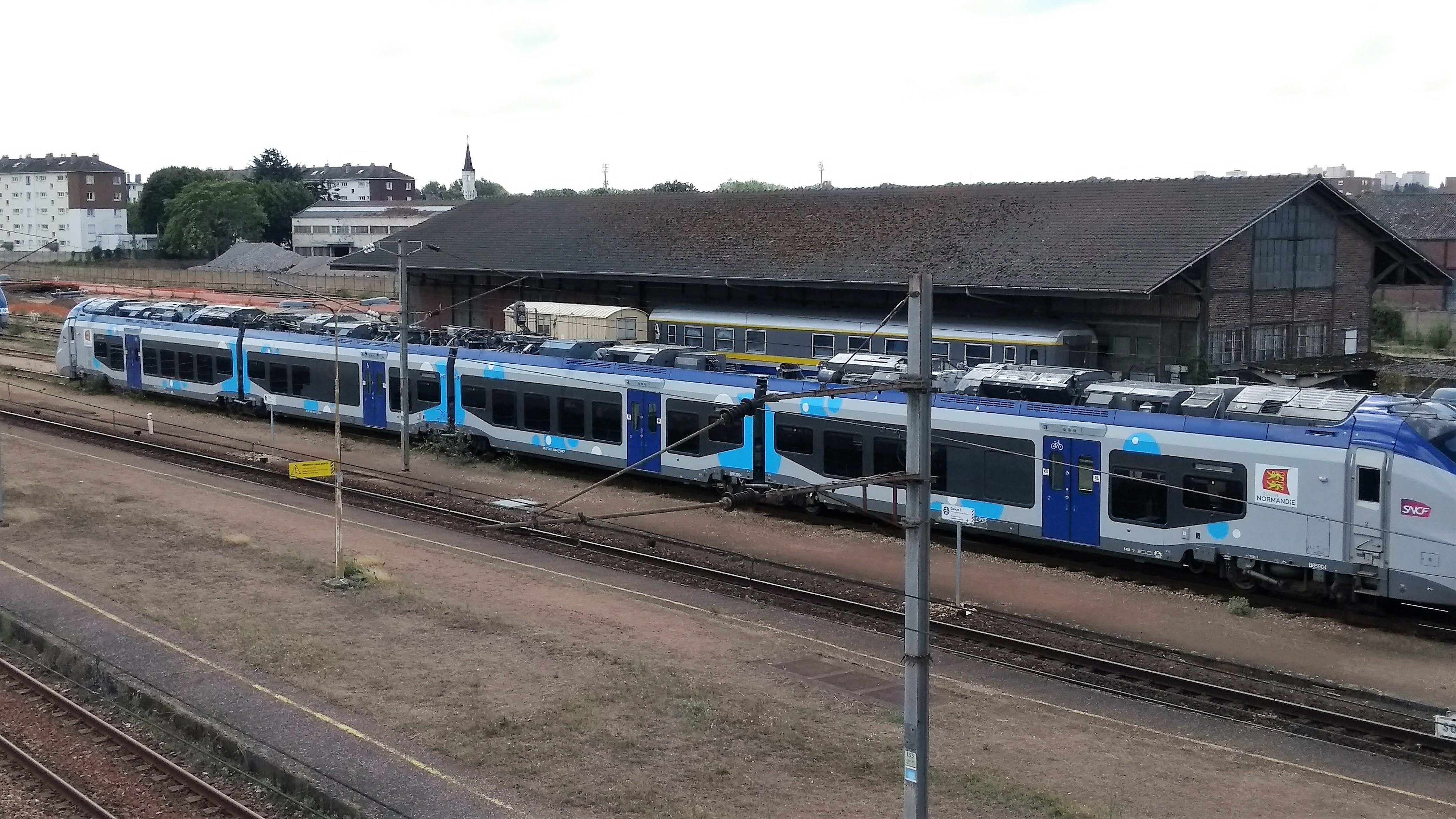
Régiolis bimode en livrée TER Haute-Normandie à Sotteville.

| Rames       | Identif. | Mise en service  | Radiation | Livrée          | STF | Baptême/obs | Ancienne Région TER    |
| ----------- | -------- | ---------------- | --------- | --------------- | --- | ----------- | ---------------------- |
| B 84555/556 | 84555 L  | 9 mai 2016       | –         | Basse-Normandie | SNO | –           | ex TER Basse-Normandie |
| B 84557/558 | 84557 L  | 9 octobre 2014   | –         | Basse-Normandie | SNO | –           | ex TER Basse-Normandie |
| B 84559/560 | 84559 L  | 18 août 2014     | –         | Basse-Normandie | SNO | –           | ex TER Basse-Normandie |
| B 84561/562 | 84561 L  | 19 juin 2014     | –         | Basse-Normandie | SNO | –           | ex TER Basse-Normandie |
| B 84563/564 | 84563 L  | 5 juin 2014      | –         | Basse-Normandie | SNO | –           | ex TER Basse-Normandie |
| B 84565/566 | 84565 L  | 21 juillet 2014  | –         | Basse-Normandie | SNO | –           | ex TER Basse-Normandie |
| B 84567/568 | 84567 L  | 6 octobre 2014   | –         | Basse-Normandie | SNO | –           | ex TER Basse-Normandie |
| B 84569/570 | 84569 L  | 18 février 2015  | –         | Basse-Normandie | SNO | –           | ex TER Basse-Normandie |
| B 84571/572 | 84571 L  | 20 avril 2015    | –         | Basse-Normandie | SNO | –           | ex TER Basse-Normandie |
| B 84573/574 | 84573 L  | 10 juin 2015     | –         | Basse-Normandie | SNO | –           | ex TER Basse-Normandie |
| B 84575/576 | 84575 L  | 3 juillet 2015   | –         | Basse-Normandie | SNO | –           | ex TER Basse-Normandie |
| B 84577/578 | 84577 L  | 3 juillet 2015   | –         | Basse-Normandie | SNO | –           | ex TER Basse-Normandie |
| B 84579/580 | 84579 L  | 5 août 2015      | –         | Basse-Normandie | SNO | –           | ex TER Basse-Normandie |
| B 84581/582 | 84581 L  | 4 septembre 2015 | –         | Basse-Normandie | SNO | –           | ex TER Basse-Normandie |
| B 84583/584 | 84583 L  | 20 octobre 2015  | –         | Basse-Normandie | SNO | –           | ex TER Basse-Normandie |

| Rames       | Identif. | Mise en service  | Radiation | Livrée          | STF | Baptême/obs | Ancienne Région TER    |
| ----------- | -------- | ---------------- | --------- | --------------- | --- | ----------- | ---------------------- |
| B 85901/902 | 85901 M  | 16 novembre 2016 | –         | Haute-Normandie | SNO | –           | ex TER Haute-Normandie |
| B 85903/904 | 85903 M  | 30 juillet 2015  | –         | Haute-Normandie | SNO | –           | ex TER Haute-Normandie |
| B 85905/906 | 85905 M  | 9 septembre 2015 | –         | Haute-Normandie | SNO | –           | ex TER Haute-Normandie |
| B 85907/908 | 85907 M  | 5 octobre 2015   | –         | Haute-Normandie | SNO | –           | ex TER Haute-Normandie |
| B 85909/910 | 85909 M  | 10 novembre 2015 | –         | Haute-Normandie | SNO | –           | ex TER Haute-Normandie |
| B 85911/912 | 85911 M  | 10 novembre 2015 | –         | Haute-Normandie | SNO | –           | ex TER Haute-Normandie |
| B 85913/914 | 85913 M  | 7 janvier 2016   | –         | Haute-Normandie | SNO | –           | ex TER Haute-Normandie |
| B 85915/916 | 85915 M  | 7 janvier 2016   | –         | Haute-Normandie | SNO | –           | ex TER Haute-Normandie |
| B 85917/918 | 85917 M  | 10 février 2016  | –         | Haute-Normandie | SNO | –           | ex TER Haute-Normandie |
| B 85919/920 | 85919 M  | 6 juillet 2016   | –         | Haute-Normandie | SNO | –           | ex TER Haute-Normandie |

#### Matériel thermique

##### X 73500

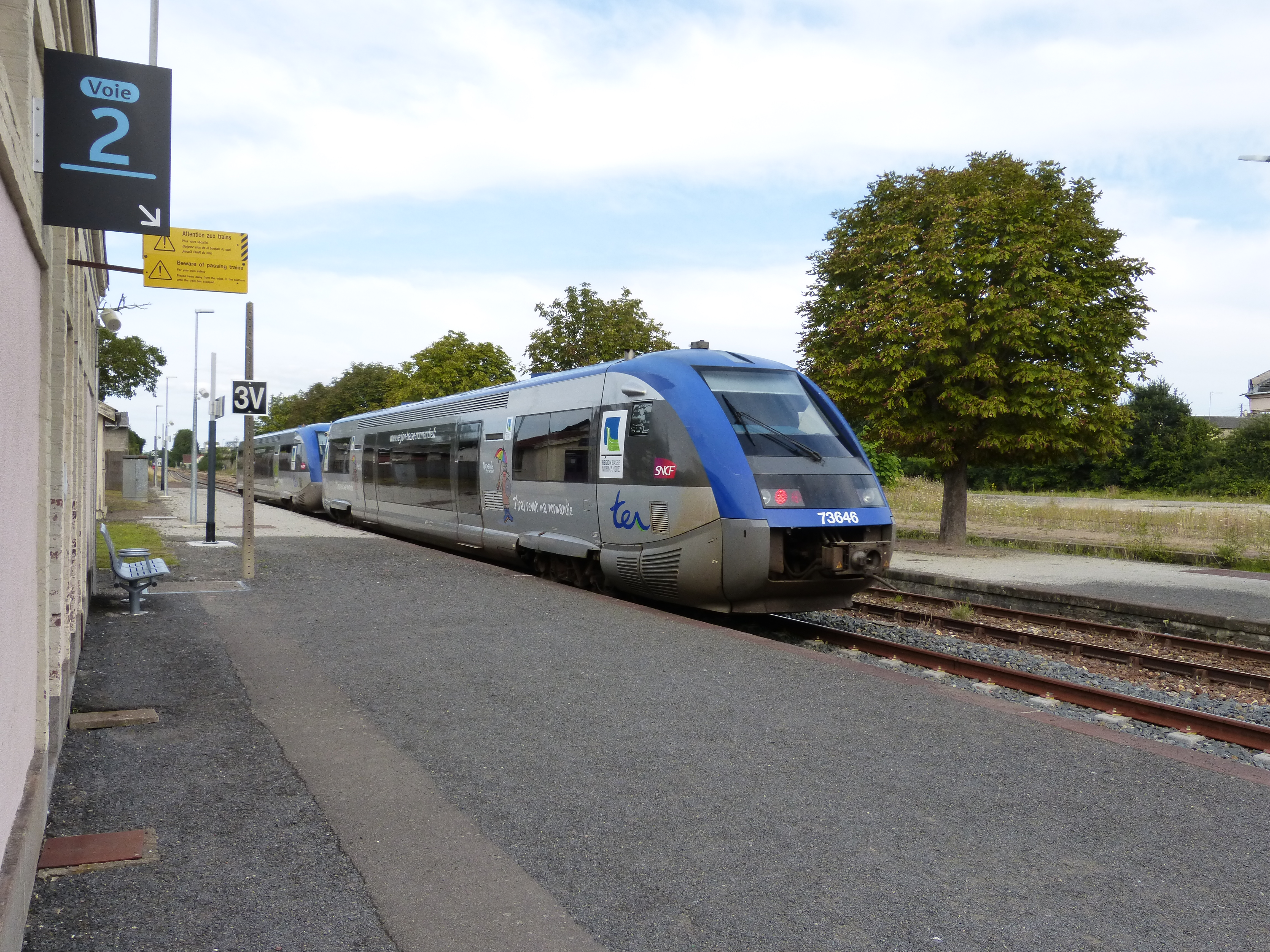
Doublette des X 73651+73646 en gare de Pontorson - Mont-Saint-Michel.

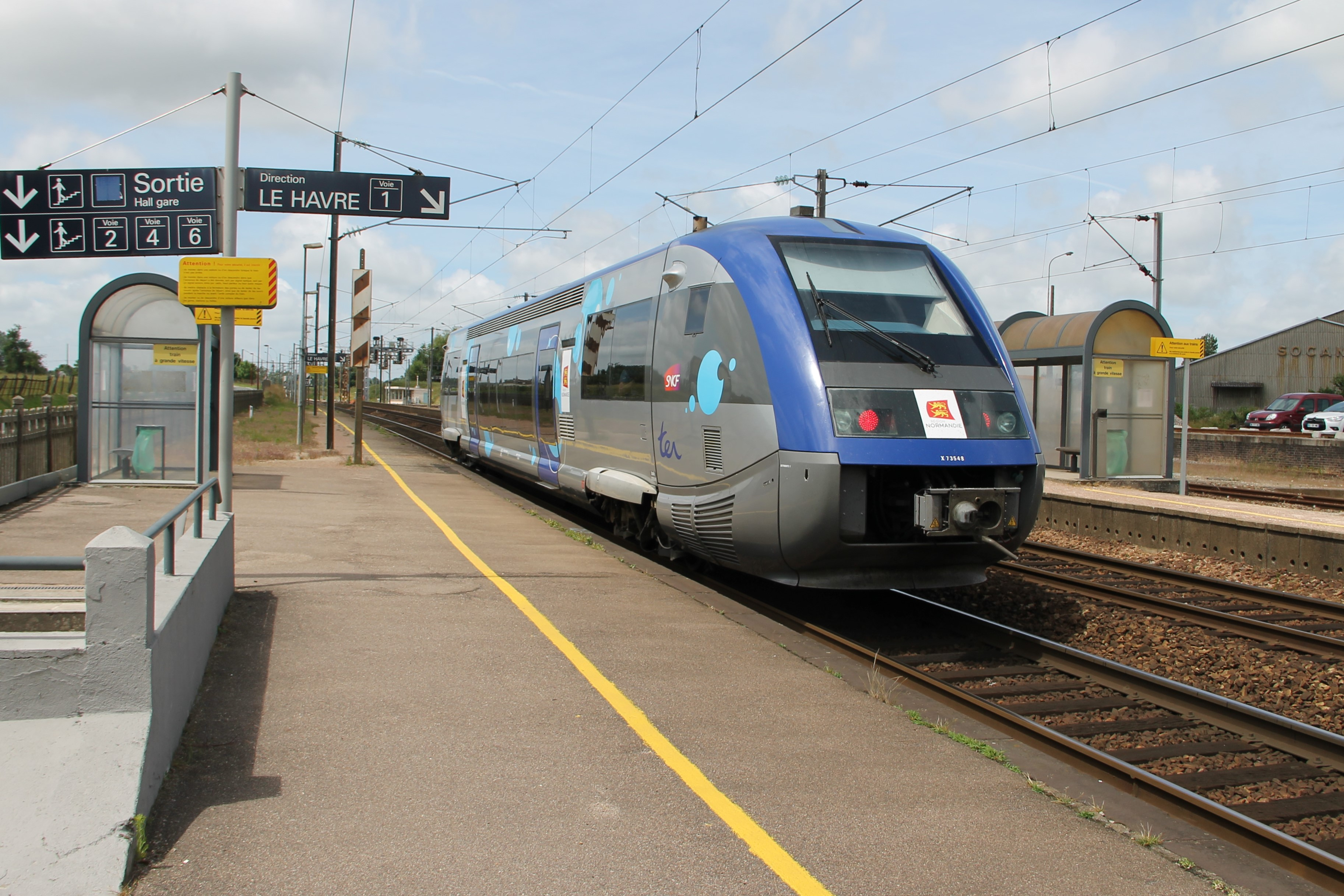
La X 73548 quitte la gare de Motteville.

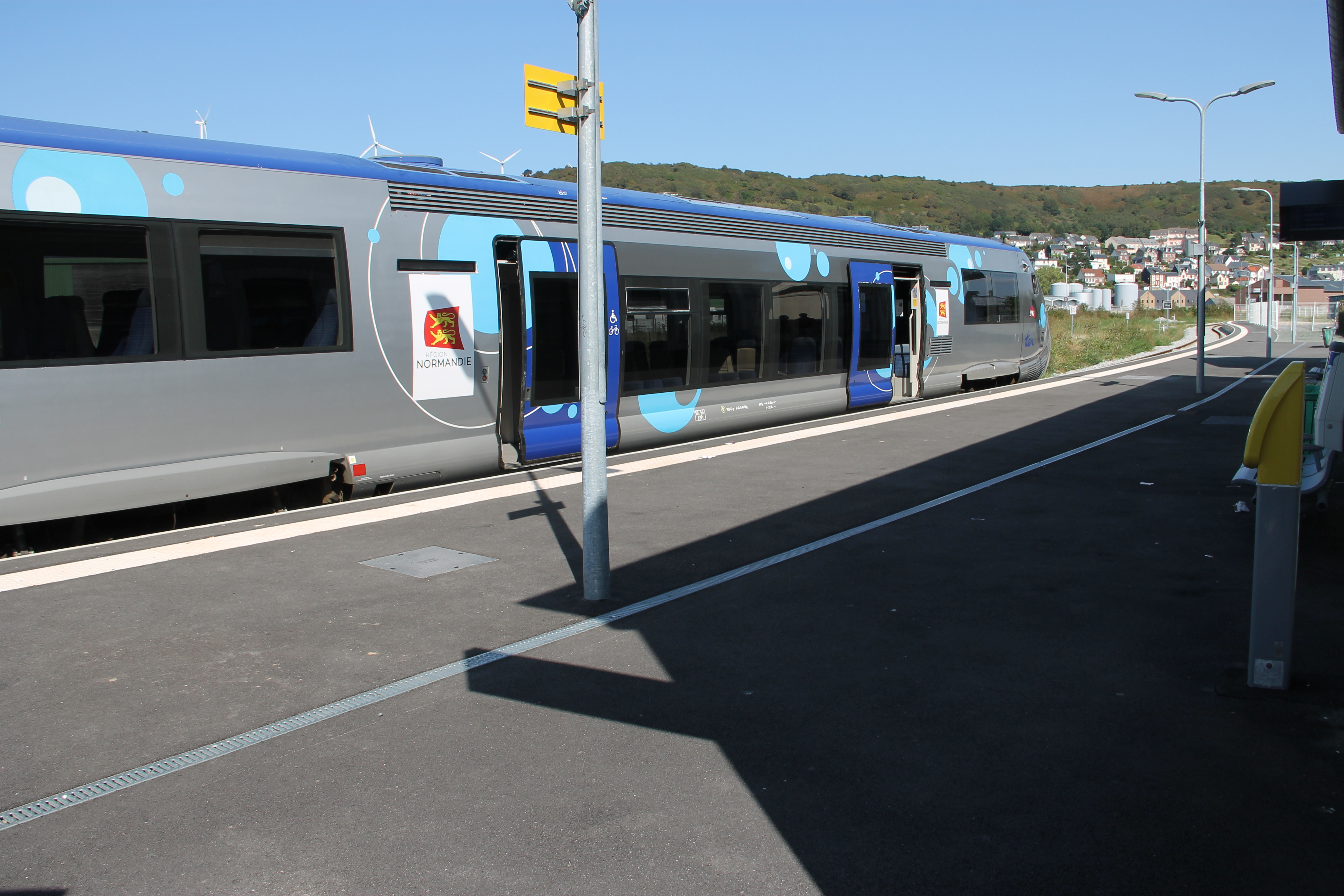
Matériel X 73500 à Fécamp, direction Le Havre.

| Rames   | Mise en service   | Radiation | Livrée          | STF | Baptême/obs | Ancienne Région TER    |
| ------- | ----------------- | --------- | --------------- | --- | ----------- | ---------------------- |
| X 73501 | 5 février 2001    | –         | TER             | SNO | –           | ex TER Haute-Normandie |
| X 73533 | 13 avril 2000     | –         | Haute-Normandie | SNO | –           | ex TER Haute-Normandie |
| X 73534 | 4 avril 2000      | –         | Haute-Normandie | SNO | –           | ex TER Haute-Normandie |
| X 73548 | 11 juillet 2000   | –         | Haute-Normandie | SNO | –           | ex TER Haute-Normandie |
| X 73552 | 20 juillet 2000   | –         | Haute-Normandie | SNO | –           | ex TER Haute-Normandie |
| X 73553 | 11 septembre 2000 | –         | TER             | SNO | Hochfelden  | ex TER Haute-Normandie |
| X 73558 | 18 octobre 2000   | –         | Haute-Normandie | SNO | Guebwiller  | ex TER Haute-Normandie |
| X 73564 | 14 décembre 2000  | –         | Haute-Normandie | SNO | –           | ex TER Haute-Normandie |
| X 73579 | 14 décembre 2000  | –         | Haute-Normandie | SNO | –           | ex TER Haute-Normandie |
| X 73586 | 23 avril 2001     | –         | Haute-Normandie | SNO | –           | ex TER Haute-Normandie |
| X 73602 | 27 juillet 2001   | –         | Haute-Normandie | SNO | –           | ex TER Haute-Normandie |
| X 73630 | 1er décembre 2001 | –         | Basse-Normandie | SNO | –           | ex TER Basse-Normandie |
| X 73644 | 7 décembre 2001   | –         | Basse-Normandie | SNO | –           | ex TER Basse-Normandie |
| X 73645 | 18 décembre 2001  | –         | Basse-Normandie | SNO | –           | ex TER Basse-Normandie |
| X 73646 | 14 décembre 2001  | –         | Basse-Normandie | SNO | –           | ex TER Basse-Normandie |
| X 73647 | 15 mars 2002      | –         | Basse-Normandie | SNO | –           | ex TER Basse-Normandie |
| X 73648 | 21 décembre 2001  | –         | Basse-Normandie | SNO | –           | ex TER Basse-Normandie |
| X 73649 | 9 janvier 2002    | –         | Basse-Normandie | SNO | –           | ex TER Basse-Normandie |
| X 73651 | 8 janvier 2002    | –         | Basse-Normandie | SNO | –           | ex TER Basse-Normandie |
| X 73652 | 15 janvier 2002   | –         | Basse-Normandie | SNO | –           | ex TER Basse-Normandie |
| X 73653 | 16 janvier 2002   | –         | Basse-Normandie | SNO | –           | ex TER Basse-Normandie |
| X 73654 | 24 janvier 2002   | –         | Basse-Normandie | SNO | –           | ex TER Basse-Normandie |
| X 73775 | 1er juillet 2003  | –         | CODAH           | SNO | –           | ex TER Haute-Normandie |
| X 73791 | 1er novembre 2003 | –         | Haute-Normandie | SNO | –           | ex TER Haute-Normandie |
| X 73792 | 1er novembre 2003 | –         | Haute-Normandie | SNO | –           | ex TER Haute-Normandie |

##### X 76500

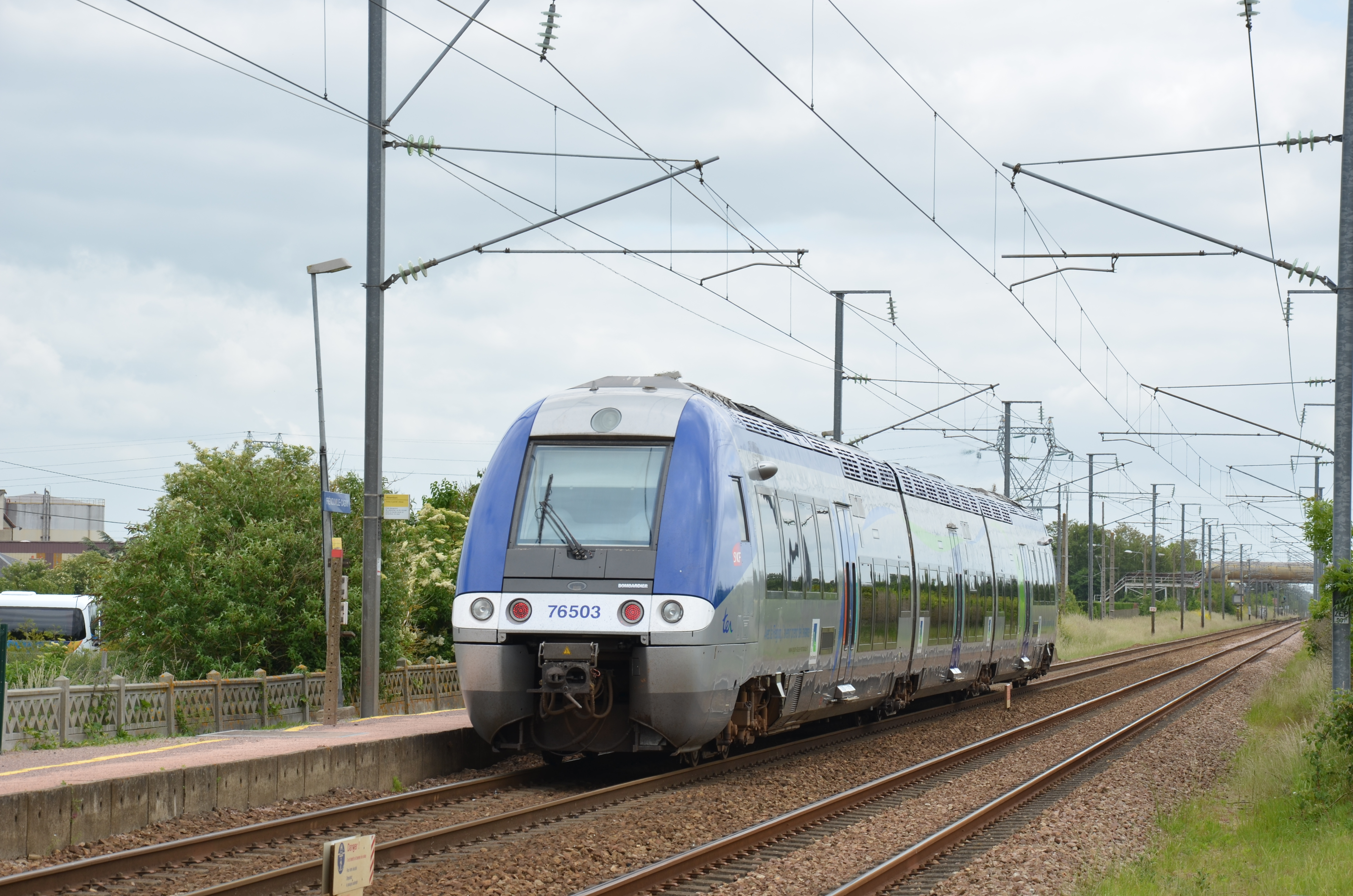
La X 76503/504 quitte la gare de Frénouville - Cagny.

| Rames       | Mise en service   | Radiation | Livrée          | STF | Baptême/obs                 | Ancienne Région TER    |
| ----------- | ----------------- | --------- | --------------- | --- | --------------------------- | ---------------------- |
| X 76503/504 | 3 juin 2004       | –         | TER Normandie   | SNO | Premier AGC normand rénové. | ex TER Basse-Normandie |
| X 76517/518 | 17 août 2004      | –         | TER Normandie   | SNO | –                           | ex TER Basse-Normandie |
| X 76527/528 | 10 novembre 2004  | –         | TER Normandie   | SNO | –                           | ex TER Basse-Normandie |
| X 76541/542 | 30 décembre 2004  | –         | Basse-Normandie | SNO | –                           | ex TER Basse-Normandie |
| X 76555/556 | 1er mars 2005     | –         | Basse-Normandie | SNO | –                           | ex TER Basse-Normandie |
| X 76567/568 | 14 juin 2005      | –         | Basse-Normandie | SNO | –                           | ex TER Basse-Normandie |
| X 76577/578 | 3 août 2005       | –         | TER Normandie   | SNO | –                           | ex TER Basse-Normandie |
| X 76587/588 | 26 août 2005      | –         | Basse-Normandie | SNO | –                           | ex TER Basse-Normandie |
| X 76597/598 | 13 septembre 2005 | –         | Basse-Normandie | SNO | –                           | ex TER Basse-Normandie |
| X 76605/606 | 26 octobre 2005   | –         | Basse-Normandie | SNO | –                           | ex TER Basse-Normandie |
| X 76611/612 | 23 novembre 2005  | –         | Basse-Normandie | SNO | –                           | ex TER Basse-Normandie |
| X 76619/620 | 15 décembre 2005  | –         | Basse-Normandie | SNO | –                           | ex TER Basse-Normandie |
| X 76631/632 | 10 janvier 2006   | –         | Basse-Normandie | SNO | –                           | ex TER Basse-Normandie |
| X 76633/634 | 13 janvier 2006   | –         | Basse-Normandie | SNO | –                           | ex TER Basse-Normandie |

#### Matériel électrique

##### Z 27500

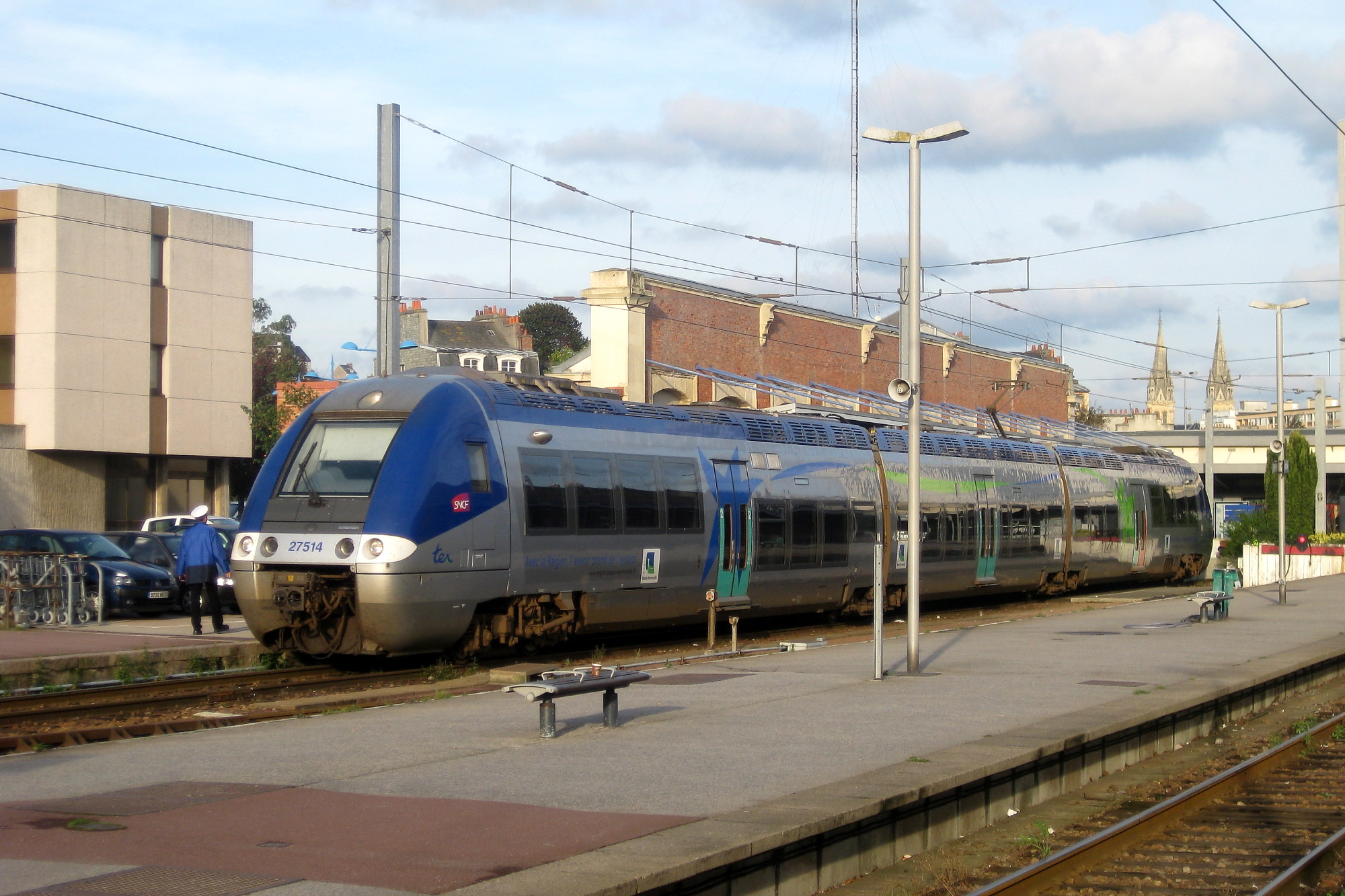
La Z 27513/514 en trois caisses en gare de Lisieux.

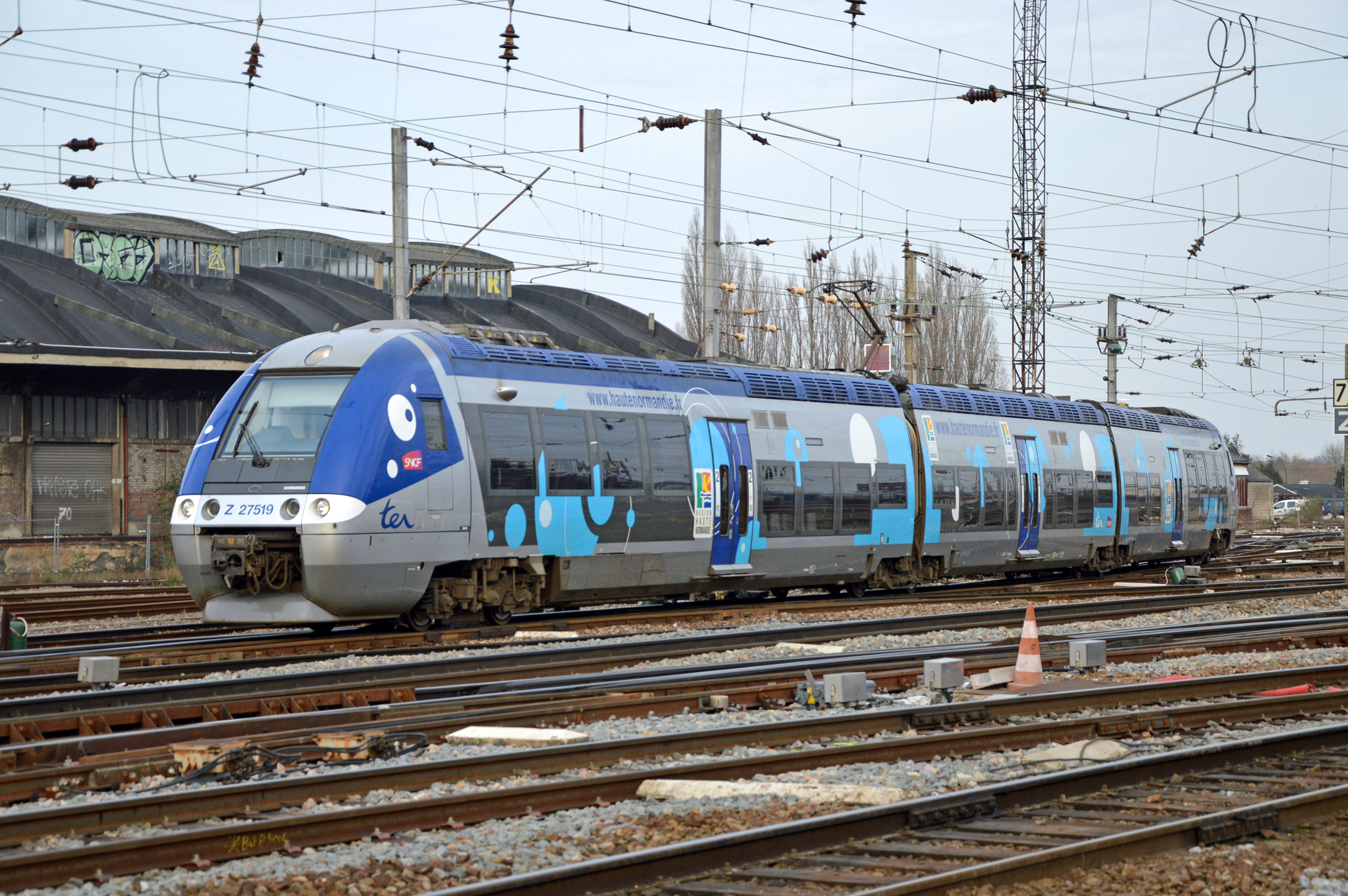
La Z 27519-520 va se mettre à quai en gare d'Amiens.

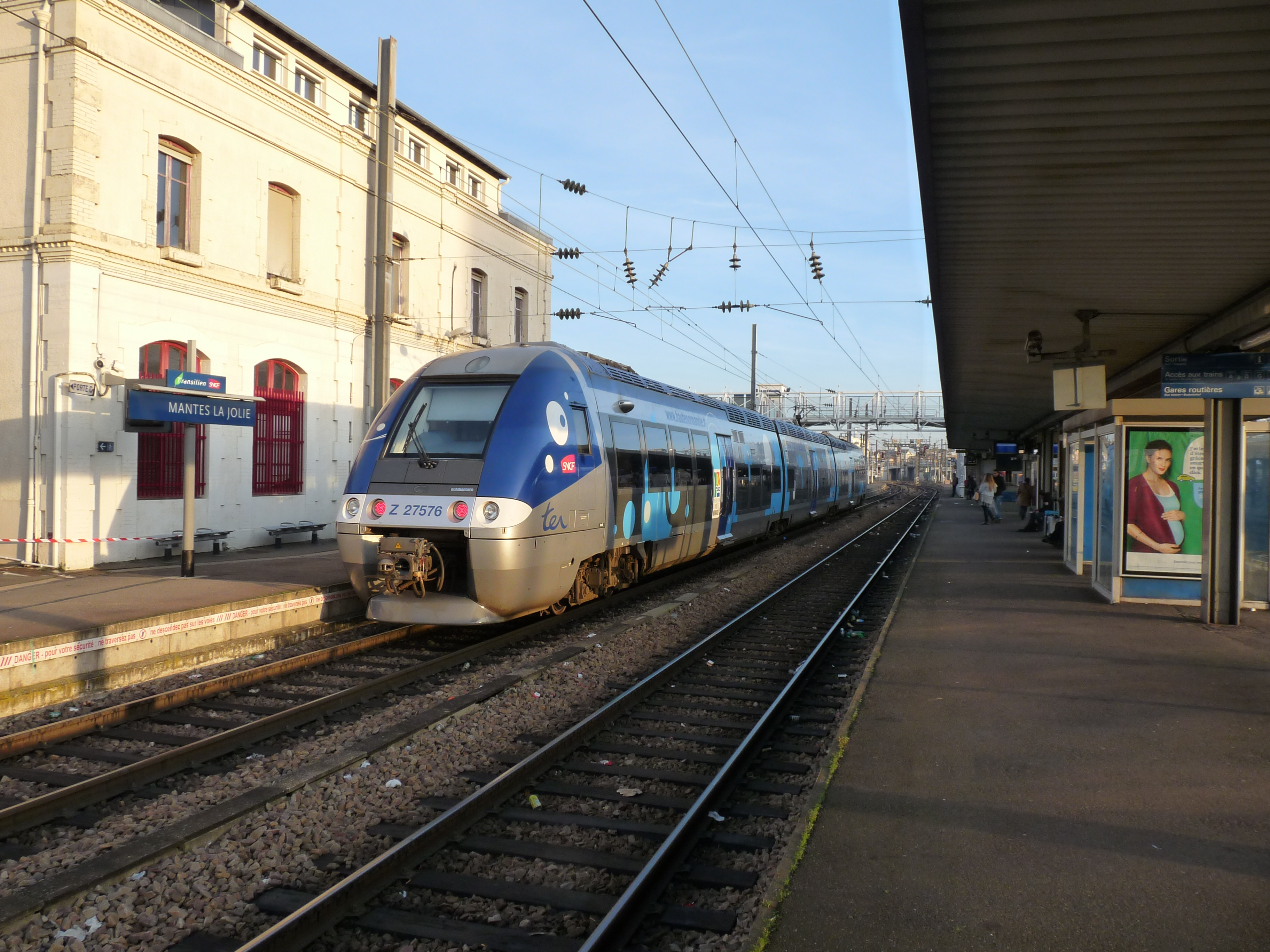
Une Z 27575/576 grillant la gare de Mantes-la-Jolie.

Les Z 27500 Basse-Normandie ont été livrées en 3 caisses en 2010 et sont ultérieurement passées à 4 caisses.
| Rames       | Caisses | Mise en service  | Radiation | Livrée          | STF | Baptême/obs             | Ancienne Région TER    |
| ----------- | ------- | ---------------- | --------- | --------------- | --- | ----------------------- | ---------------------- |
| Z 27503/504 | 4       | 15 mai 2005      | –         | TER Normandie   | SNO | –                       | ex TER Basse-Normandie |
| Z 27509/510 | 3       | 28 juin 2005     | –         | TER Normandie   | SNO | –                       | ex TER Haute-Normandie |
| Z 27511/512 | 3       | 29 juin 2005     | –         | TER Normandie   | SNO | –                       | ex TER Haute-Normandie |
| Z 27513/514 | 4       | 7 juin 2005      | –         | Basse-Normandie | SNO | –                       | ex TER Basse-Normandie |
| Z 27517/518 | 3       | 19 juillet 2005  | –         | TER Normandie   | SNO | –                       | ex TER Haute-Normandie |
| Z 27519/520 | 3       | 27 juillet 2005  | –         | Haute-Normandie | SNO | –                       | ex TER Haute-Normandie |
| Z 27523/524 | 4       | 2 septembre 2005 | –         | Basse-Normandie | SNO | –                       | ex TER Basse-Normandie |
| Z 27527/528 | 3       | 11 octobre 2005  | –         | Haute-Normandie | SNO | Rame accidentée en 2019 | ex TER Haute-Normandie |
| Z 27539/540 | 3       | 10 janvier 2006  | –         | Haute-Normandie | SNO | –                       | ex TER Haute-Normandie |
| Z 27543/544 | 4       | 6 février 2006   | –         | Basse-Normandie | SNO | –                       | ex TER Basse-Normandie |
| Z 27549/550 | 4       | 7 avril 2006     | –         | Basse-Normandie | SNO | –                       | ex TER Basse-Normandie |
| Z 27567/568 | 4       | 27 avril 2006    | –         | Basse-Normandie | SNO | –                       | ex TER Basse-Normandie |
| Z 27575/576 | 3       | 1er juin 2006    | –         | Haute-Normandie | SNO | –                       | ex TER Haute-Normandie |
| Z 27611/612 | 3       | 17 novembre 2006 | –         | Haute-Normandie | SNO | –                       | ex TER Haute-Normandie |
| Z 27621/622 | 3       | 17 novembre 2006 | –         | Haute-Normandie | SNO | –                       | ex TER Haute-Normandie |
| Z 27623/624 | 3       | 17 novembre 2006 | –         | Haute-Normandie | SNO | –                       | ex TER Haute-Normandie |
| Z 27631/632 | 3       | 15 janvier 2007  | –         | Haute-Normandie | SNO | –                       | ex TER Haute-Normandie |
| Z 27633/634 | 3       | 23 janvier 2007  | –         | Haute-Normandie | SNO | –                       | ex TER Haute-Normandie |
| Z 27635/636 | 3       | 30 novembre 2006 | –         | Haute-Normandie | SNO | –                       | ex TER Haute-Normandie |
| Z 27637/638 | 3       | 23 janvier 2007  | –         | Haute-Normandie | SNO | –                       | ex TER Haute-Normandie |
| Z 27651/652 | 3       | 19 janvier 2007  | –         | Haute-Normandie | SNO | –                       | ex TER Haute-Normandie |
| Z 27653/654 | 3       | 1er février 2007 | –         | Haute-Normandie | SNO | –                       | ex TER Haute-Normandie |
| Z 27657/658 | 3       | 20 février 2007  | –         | Haute-Normandie | SNO | –                       | ex TER Haute-Normandie |
| Z 27659/660 | 3       | 15 février 2007  | –         | Haute-Normandie | SNO | –                       | ex TER Haute-Normandie |
| Z 27663/664 | 3       | 16 mars 2007     | –         | Haute-Normandie | SNO | –                       | ex TER Haute-Normandie |
| Z 27667/668 | 3       | 4 mai 2007       | –         | Haute-Normandie | SNO | –                       | ex TER Haute-Normandie |
| Z 27669/670 | 3       | 4 mai 2007       | –         | Haute-Normandie | SNO | –                       | ex TER Haute-Normandie |
| Z 27673/674 | 3       | 1er juin 2007    | –         | Haute-Normandie | SNO | –                       | ex TER Haute-Normandie |
| Z 27675/676 | 3       | 1er juin 2007    | –         | Haute-Normandie | SNO | –                       | ex TER Haute-Normandie |
| Z 27681/682 | 3       | 22 juin 2007     | –         | Haute-Normandie | SNO | –                       | ex TER Haute-Normandie |

##### Z 56600 / Z 56800 - Regio 2N

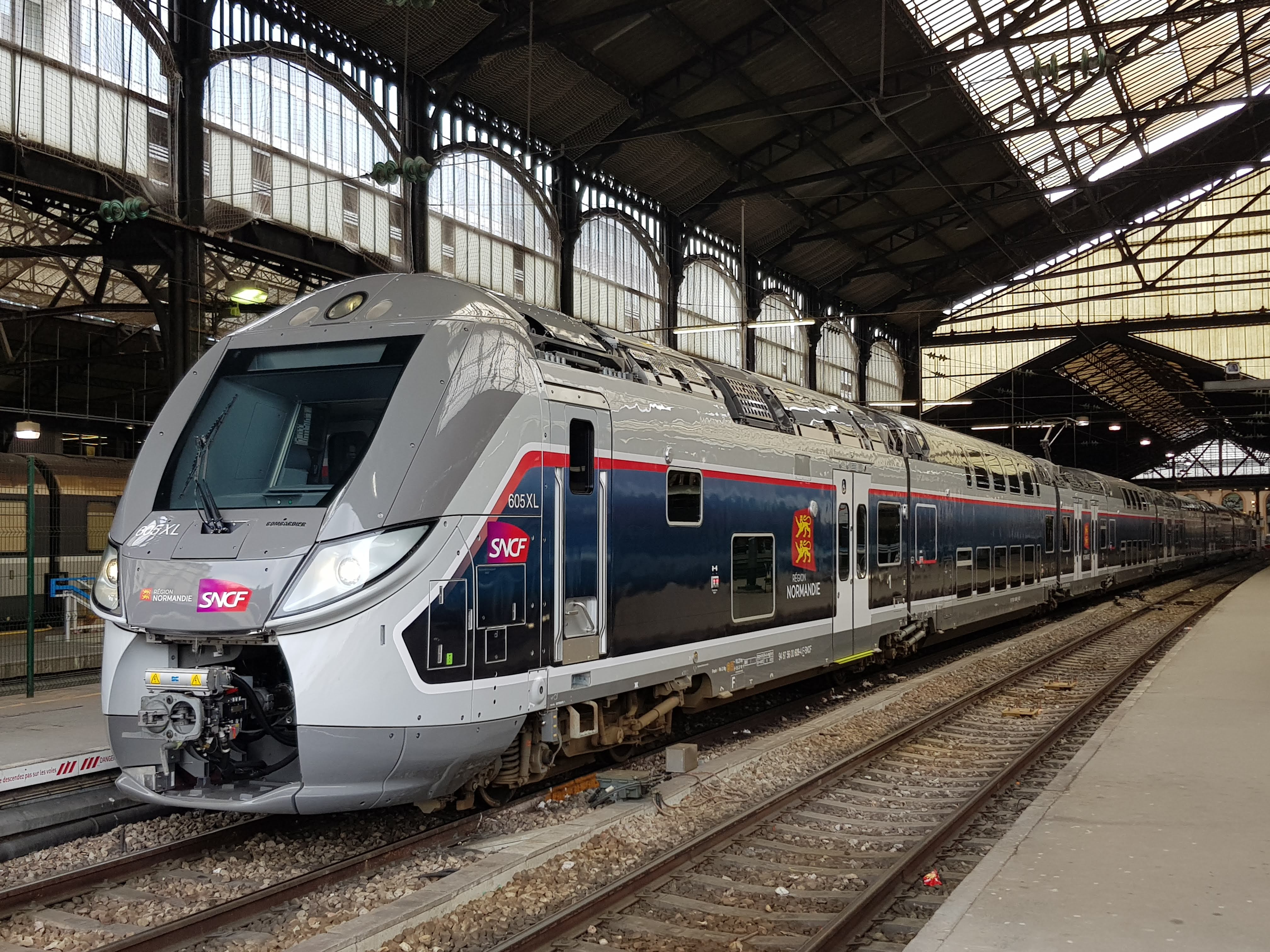
Z 56600 (605XL) (Omneo Premium) en test en gare de Paris-Saint-Lazare.

| Rames | Motrices   | Mise en service   | Radiation | Nombre de caisses | Réseau        | Livrée       | STF | Région propriétaire | Notes                             |
| ----- | ---------- | ----------------- | --------- | ----------------- | ------------- | ------------ | --- | ------------------- | --------------------------------- |
| 601XL | Z 56601/02 | 17 octobre 2020   | /         | 10 caisses        | TER Normandie | Nomad Krono+ | SNO | Normandie           | Remplacement des Voitures Corail. |
| 602XL | Z 56603/04 | 31 janvier 2020   | /         | 10 caisses        | TER Normandie | Nomad Krono+ | SNO | Normandie           | /                                 |
| 603XL | Z 56605/06 | 12 mars 2020      | /         | 10 caisses        | TER Normandie | Nomad Krono+ | SNO | Normandie           | /                                 |
| 604XL | Z 56607/08 | 17 juillet 2020   | /         | 10 caisses        | TER Normandie | Nomad Krono+ | SNO | Normandie           | /                                 |
| 605XL | Z 56609/10 | 2 janvier 2020    | /         | 10 caisses        | TER Normandie | Nomad Krono+ | SNO | Normandie           | /                                 |
| 606XL | Z 56611/12 | 13 août 2020      | /         | 10 caisses        | TER Normandie | Nomad Krono+ | SNO | Normandie           | /                                 |
| 607XL | Z 56613/14 | 10 septembre 2020 | /         | 10 caisses        | TER Normandie | Nomad Krono+ | SNO | Normandie           | /                                 |
| 608XL | Z 56615/16 | 15 octobre 2020   | /         | 10 caisses        | TER Normandie | Nomad Krono+ | SNO | Normandie           | /                                 |
| 609XL | Z 56617/18 | 1er mars 2021     | /         | 10 caisses        | TER Normandie | Nomad Krono+ | SNO | Normandie           | /                                 |
| 610XL | Z 56619/20 | 15 octobre 2020   | /         | 10 caisses        | TER Normandie | Nomad Krono+ | SNO | Normandie           | /                                 |
| 611XL | Z 56621/22 | 27 octobre 2020   | /         | 10 caisses        | TER Normandie | Nomad Krono+ | SNO | Normandie           | /                                 |
| 612XL | Z 56623/24 | 4 novembre 2020   | /         | 10 caisses        | TER Normandie | Nomad Krono+ | SNO | Normandie           | /                                 |
| 613XL | Z 56625/26 | 13 novembre 2020  | /         | 10 caisses        | TER Normandie | Nomad Krono+ | SNO | Normandie           | /                                 |
| 614XL | Z 56627/28 | 18 novembre 2020  | /         | 10 caisses        | TER Normandie | Nomad Krono+ | SNO | Normandie           | /                                 |
| 615XL | Z 56629/30 | 8 décembre 2020   | /         | 10 caisses        | TER Normandie | Nomad Krono+ | SNO | Normandie           | /                                 |
| 616XL | Z 56631/32 | 2 décembre 2020   | /         | 10 caisses        | TER Normandie | Nomad Krono+ | SNO | Normandie           | /                                 |
| 617XL | Z 56633/34 | 30 décembre 2020  | /         | 10 caisses        | TER Normandie | Nomad Krono+ | SNO | Normandie           | /                                 |
| 618XL | Z 56635/36 | 7 janvier 2021    | /         | 10 caisses        | TER Normandie | Nomad Krono+ | SNO | Normandie           | /                                 |
| 619XL | Z 56637/38 | 8 janvier 2021    | /         | 10 caisses        | TER Normandie | Nomad Krono+ | SNO | Normandie           | /                                 |
| 620XL | Z 56639/40 | 2 février 2021    | /         | 10 caisses        | TER Normandie | Nomad Krono+ | SNO | Normandie           | /                                 |
| 621XL | Z 56641/42 | 18 février 2021   | /         | 10 caisses        | TER Normandie | Nomad Krono+ | SNO | Normandie           | /                                 |
| 622XL | Z 56643/44 | 1er mars 2021     | /         | 10 caisses        | TER Normandie | Nomad Krono+ | SNO | Normandie           | /                                 |
| 623XL | Z 56645/46 | 5 mars 2021       | /         | 10 caisses        | TER Normandie | Nomad Krono+ | SNO | Normandie           | /                                 |
| 624XL | Z 56647/48 | 12 mars 2021      | /         | 10 caisses        | TER Normandie | Nomad Krono+ | SNO | Normandie           | /                                 |
| 625XL | Z 56649/50 | 1er avril 2021    | /         | 10 caisses        | TER Normandie | Nomad Krono+ | SNO | Normandie           | /                                 |
| 626XL | Z 56651/52 | 1er avril 2021    | /         | 10 caisses        | TER Normandie | Nomad Krono+ | SNO | Normandie           | /                                 |
| 627XL | Z 56653/54 | 1er avril 2021    | /         | 10 caisses        | TER Normandie | Nomad Krono+ | SNO | Normandie           | /                                 |
| 628XL | Z 56655/56 | 2 avril 2021      | /         | 10 caisses        | TER Normandie | Nomad Krono+ | SNO | Normandie           | /                                 |
| 629XL | Z 56657/58 | 29 mars 2021      | /         | 10 caisses        | TER Normandie | Nomad Krono+ | SNO | Normandie           | /                                 |
| 630XL | Z 56659/60 | 12 avril 2021     | /         | 10 caisses        | TER Normandie | Nomad Krono+ | SNO | Normandie           | /                                 |
| 631XL | Z 56661/62 | 12 avril 2021     | /         | 10 caisses        | TER Normandie | Nomad Krono+ | SNO | Normandie           | /                                 |
| 632XL | Z 56663/64 | 29 avril 2021     | /         | 10 caisses        | TER Normandie | Nomad Krono+ | SNO | Normandie           | /                                 |
| 633XL | Z 56665/66 | 29 avril 2021     | /         | 10 caisses        | TER Normandie | Nomad Krono+ | SNO | Normandie           | /                                 |
| 634XL | Z 56667/68 | 20 mai 2021       | /         | 10 caisses        | TER Normandie | Nomad Krono+ | SNO | Normandie           | /                                 |
| 635XL | Z 56669/70 | 20 mai 2021       | /         | 10 caisses        | TER Normandie | Nomad Krono+ | SNO | Normandie           | /                                 |
| 636XL | Z 56671/72 | 11 juin 2021      | /         | 10 caisses        | TER Normandie | Nomad Krono+ | SNO | Normandie           | /                                 |
| 637XL | Z 56673/74 | 11 juin 2021      | /         | 10 caisses        | TER Normandie | Nomad Krono+ | SNO | Normandie           | /                                 |
| 638XL | Z 56675/76 | 11 juin 2021      | /         | 10 caisses        | TER Normandie | Nomad Krono+ | SNO | Normandie           | /                                 |
| 639XL | Z 56677/78 | 6 juillet 2021    | /         | 10 caisses        | TER Normandie | Nomad Krono+ | SNO | Normandie           | /                                 |
| 640XL | Z 56679/80 | 19 août 2021      | /         | 10 caisses        | TER Normandie | Nomad Krono+ | SNO | Normandie           | /                                 |

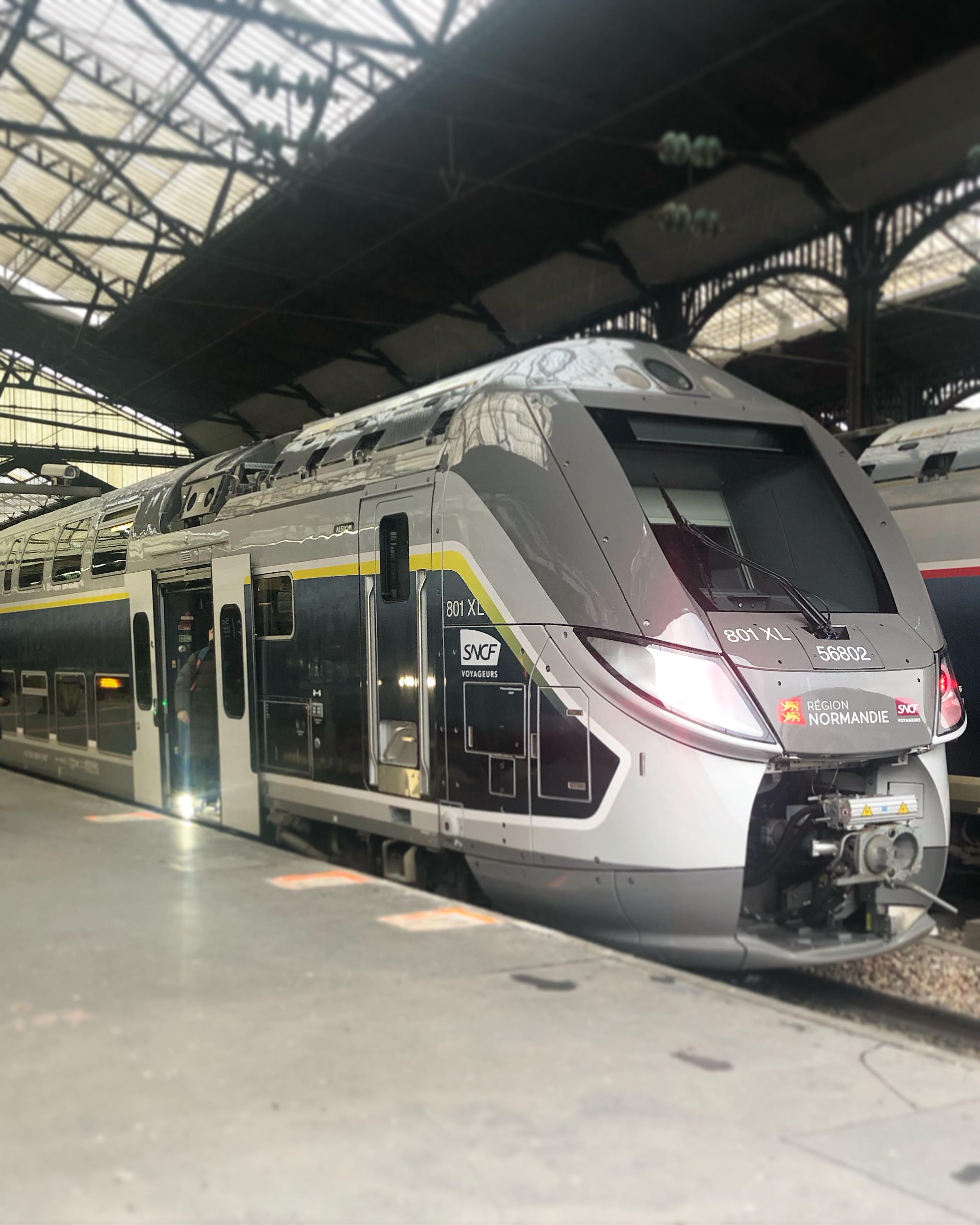
La nouvelle rame 801XL en gare de Paris-Saint-Lazare.

Après la livraison de 40 Omneo Prémium pour renouveler le parc Krono+ (Ex-intercité), Une nouvelle tranche de 27 regio 2n doit être livrée à la fin de l'année 2024 pour moderniser l'ensemble du parc Citi. Leur aménagement intérieur a été revu par rapport aux précédents (plus de porte-vélo notamment). Ils se différencient visuellement par une bande jaune au lieu de rouge sur le pelliculage externe.
| Rames | Motrices   | Mise en service   | Radiation | Nombre de caisses | Réseau        | Livrée     | STF | Région propriétaire | Notes                                 |
| ----- | ---------- | ----------------- | --------- | ----------------- | ------------- | ---------- | --- | ------------------- | ------------------------------------- |
| 801XL | Z 56801/02 | 12 décembre 2023  | /         | 10 caisses        | TER Normandie | Nomad Citi | SNO | Normandie           | Remplacement des VO2N, V2N et Z26500. |
| 802XL | Z 56803/04 | 25 juillet 2024   | /         | 10 caisses        | TER Normandie | Nomad Citi | SNO | Normandie           | /                                     |
| 803XL | Z 56805/06 | 26 juillet 2024   | /         | 10 caisses        | TER Normandie | Nomad Citi | SNO | Normandie           | /                                     |
| 804XL | Z 56807/08 | 26 juillet 2024   | /         | 10 caisses        | TER Normandie | Nomad Citi | SNO | Normandie           | /                                     |
| 805XL | Z 56809/10 | 1er octobre 2024  | /         | 10 caisses        | TER Normandie | Nomad Citi | SNO | Normandie           | /                                     |
| 806XL | Z 56811/12 | 30 août 2024      | /         | 10 caisses        | TER Normandie | Nomad Citi | SNO | Normandie           | /                                     |
| 807XL | Z 56813/14 | 30 août 2024      | /         | 10 caisses        | TER Normandie | Nomad Citi | SNO | Normandie           | /                                     |
| 808XL | Z 56815/16 | 20 septembre 2024 | /         | 10 caisses        | TER Normandie | Nomad Citi | SNO | Normandie           | /                                     |
| 809XL | Z 56817/18 | 11 octobre 2024   | /         | 10 caisses        | TER Normandie | Nomad Citi | SNO | Normandie           | /                                     |
| 810XL | Z 56819/20 | 8 novembre 2024   | /         | 10 caisses        | TER Normandie | Nomad Citi | SNO | Normandie           | /                                     |
| 811XL | Z 56821/22 | 28 octobre 2024   | /         | 10 caisses        | TER Normandie | Nomad Citi | SNO | Normandie           | /                                     |
| 812XL | Z 56823/24 | 14 novembre 2024  | /         | 10 caisses        | TER Normandie | Nomad Citi | SNO | Normandie           | /                                     |
| 813XL | Z 56825/26 | -                 | /         | 10 caisses        | TER Normandie | Nomad Citi | SNO | Normandie           | /                                     |
| 814XL | Z 56827/28 | 10 décembre 2024  | /         | 10 caisses        | TER Normandie | Nomad Citi | SNO | Normandie           | /                                     |
| 815XL | Z 56829/30 | -                 | /         | 10 caisses        | TER Normandie | Nomad Citi | SNO | Normandie           | /                                     |
| 816XL | Z 56831/32 | 10 décembre 2024  | /         | 10 caisses        | TER Normandie | Nomad Citi | SNO | Normandie           | /                                     |
| 817XL | Z 56833/34 | 10 décembre 2024  | /         | 10 caisses        | TER Normandie | Nomad Citi | SNO | Normandie           | /                                     |
| 818XL | Z 56835/36 | -                 | /         | 10 caisses        | TER Normandie | Nomad Citi | SNO | Normandie           | /                                     |
| 819XL | Z 56837/38 | -                 | /         | 10 caisses        | TER Normandie | Nomad Citi | SNO | Normandie           | /                                     |
| 820XL | Z 56839/40 | -                 | /         | 10 caisses        | TER Normandie | Nomad Citi | SNO | Normandie           | /                                     |
| 821XL | Z 56841/42 | -                 | /         | 10 caisses        | TER Normandie | Nomad Citi | SNO | Normandie           | /                                     |
| 822XL | Z 56843/44 | -                 | /         | 10 caisses        | TER Normandie | Nomad Citi | SNO | Normandie           | /                                     |

## Matériel disparu

### Matériel automoteur

#### Z 26500 (2N NG)
Les Z 26500, appelées « 2N NG » pour « deux niveaux nouvelle génération », ont été mises en service entre 2008 et 2010. Ces rames assuraient des liaisons telles que Paris - Vernon - Rouen, Paris - Évreux - Serquigny et Paris - Rouen - Le Havre. Elles ont progressivement été remplacées par des Omneo 2 (Z56800) et transférées dans la région Grand-Est.

#### X 4700 / X 4900

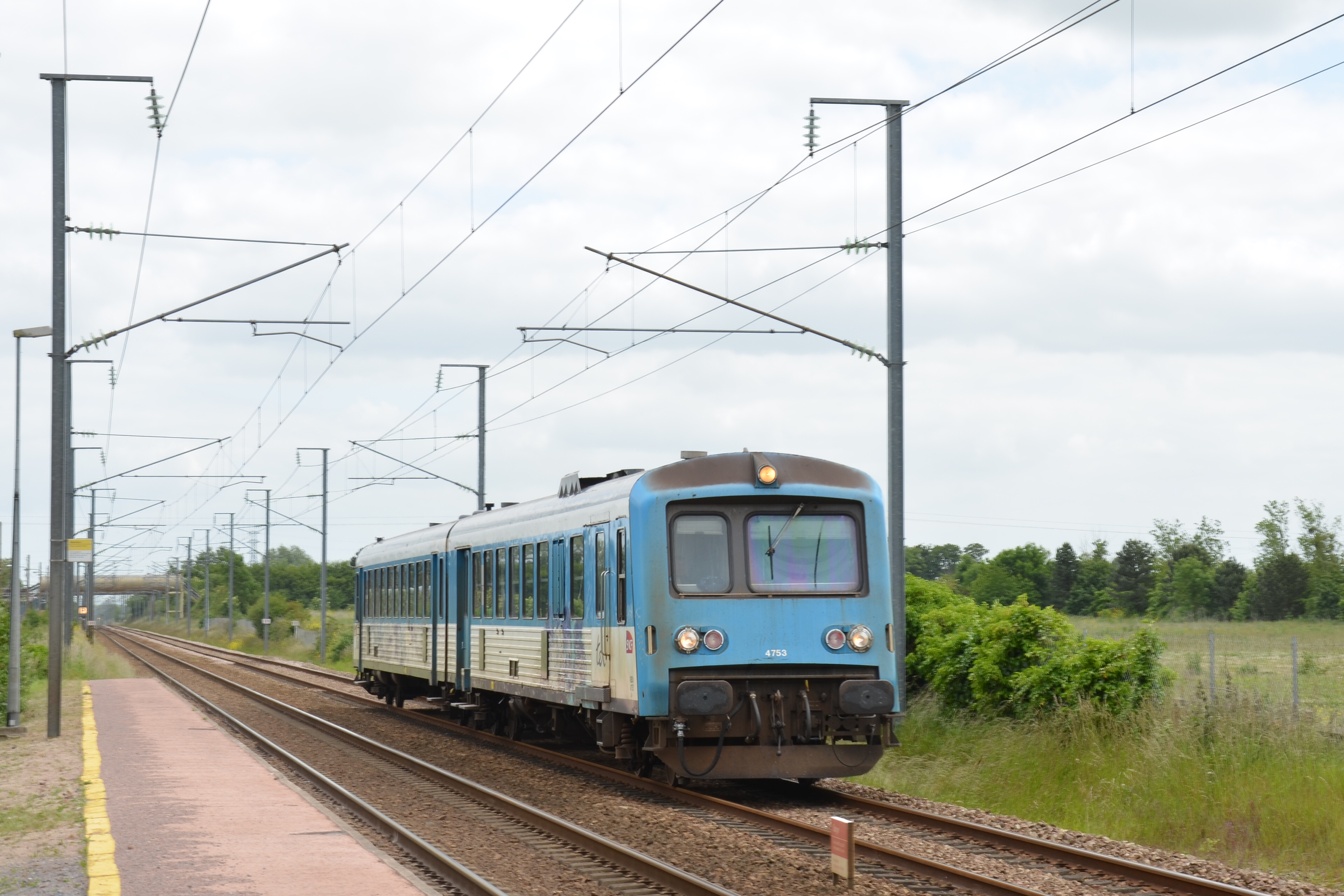
X 4750 Basse-Normandie, à Frénouville - Cagny (2015).
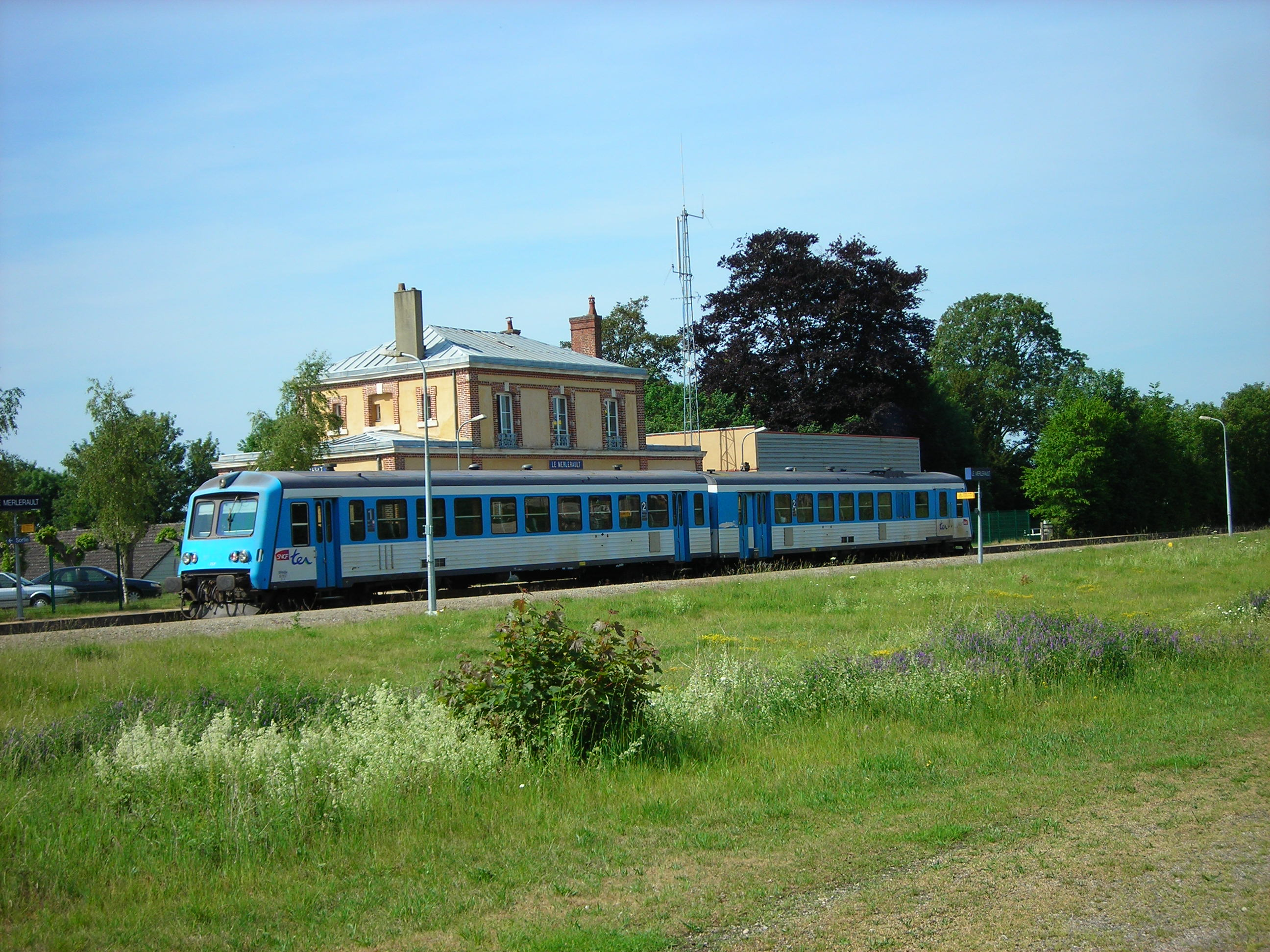
TER X 4750 en gare du Merlerault.
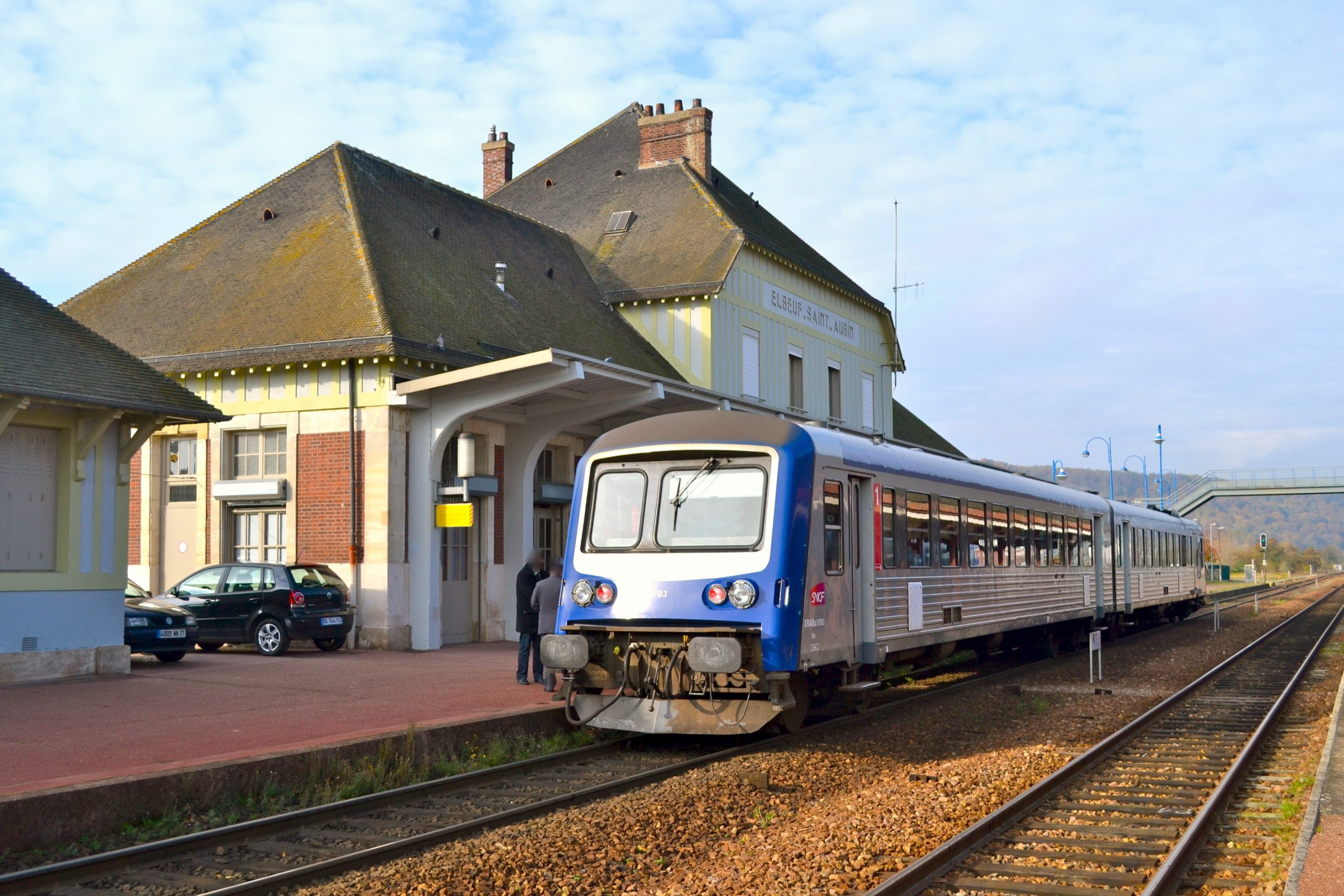
X 4750 Haute-Normandie, en gare d'Elbeuf - Saint-Aubin (2011).
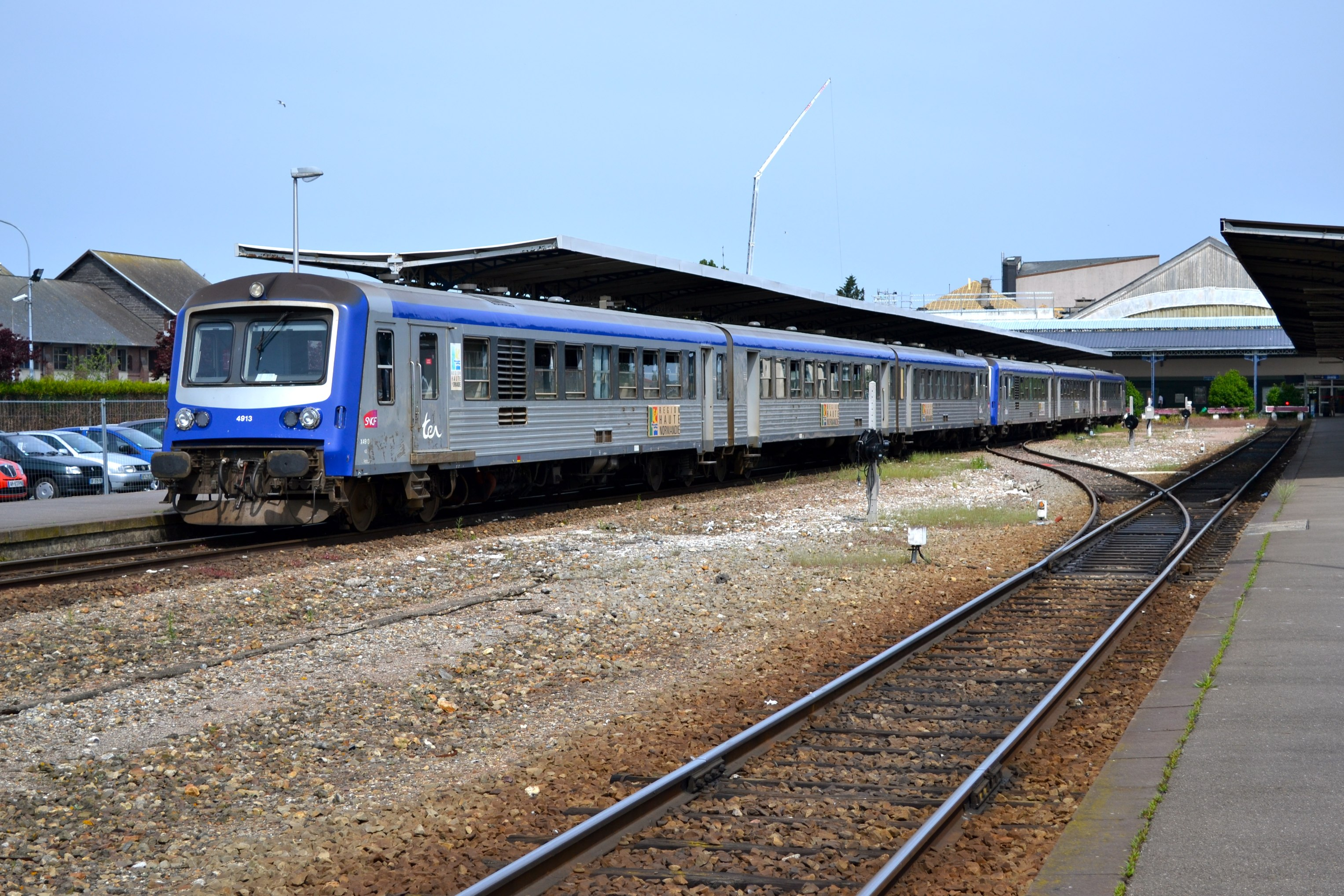
X 4900 Haute-Normandie, en gare de Dieppe (2011).

#### X 72500
Les X 72500 sont des autorails thermiques, également appelés « X TER » et surnommés « aspirateurs ». En mars 1999, les premiers éléments tricaisses furent mis en service sur la relation grandes lignes Paris - Granville. Depuis l'arrivée des Régiolis sur cette liaison en 2015, certains ont été redistribués sur les liaisons Caen - Tours et Nantes - Tours - Lyon-Perrache, en remplacement de matériels loués aux régions. Il restait alors 7 exemplaires sans affection au garage, la région Normandie à procédé à leur radiation le 23 novembre 2017. Ces dernières automotrices ont été revendues à la Roumanie.

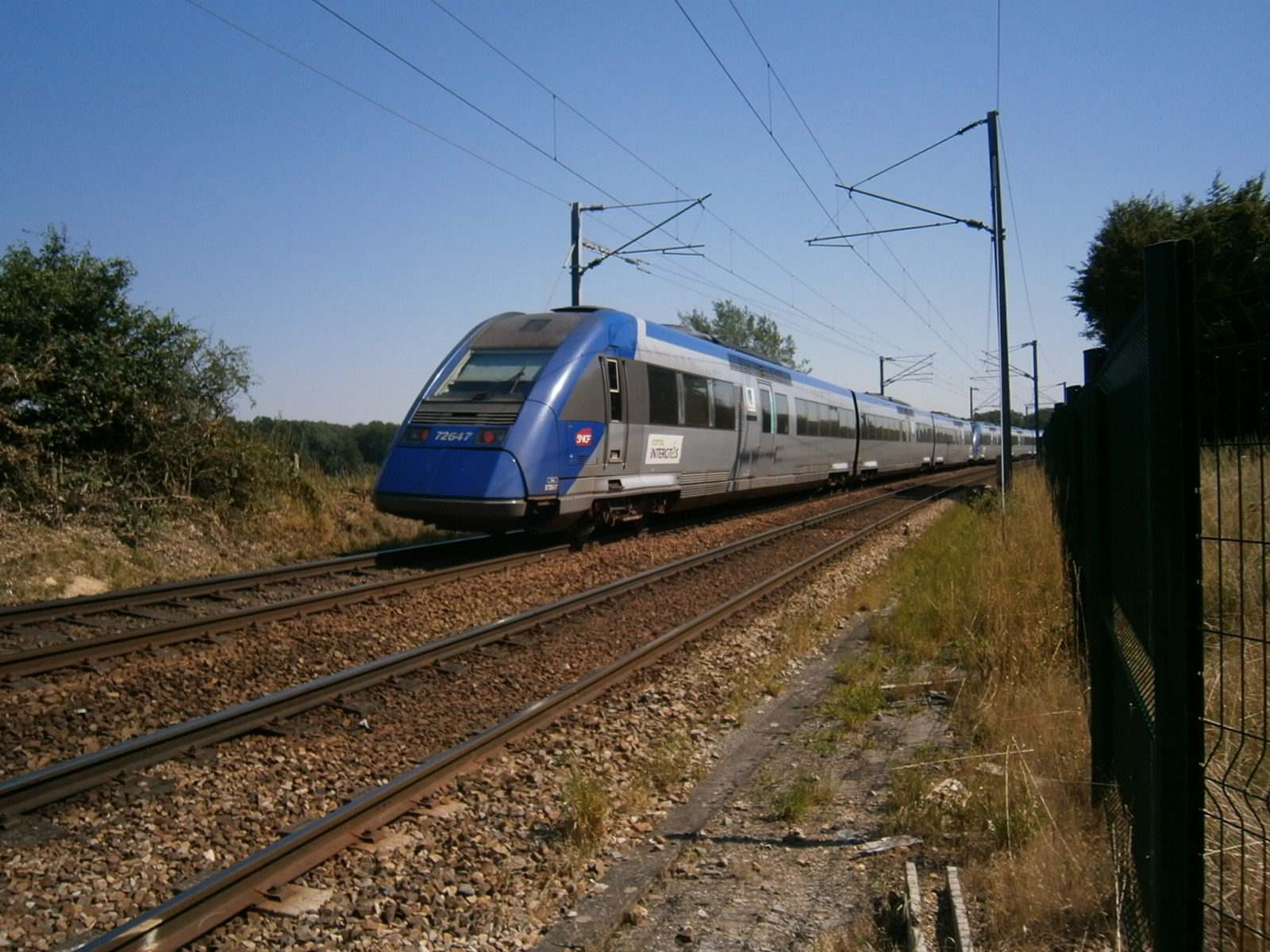
UM de X 72500 de la ligne Intercités Paris – Granville.
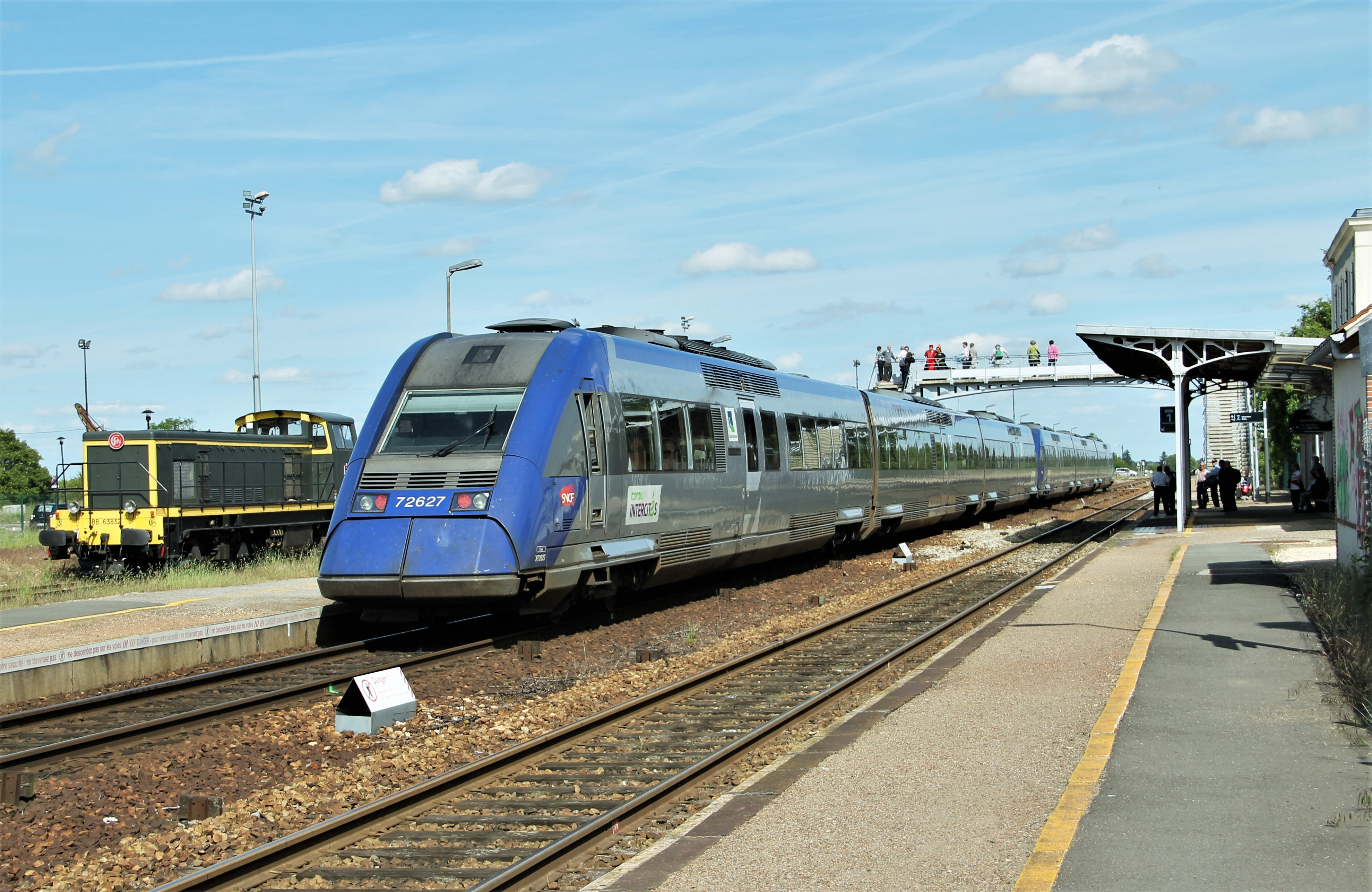
X 72500 pour Paris et BB 63500.
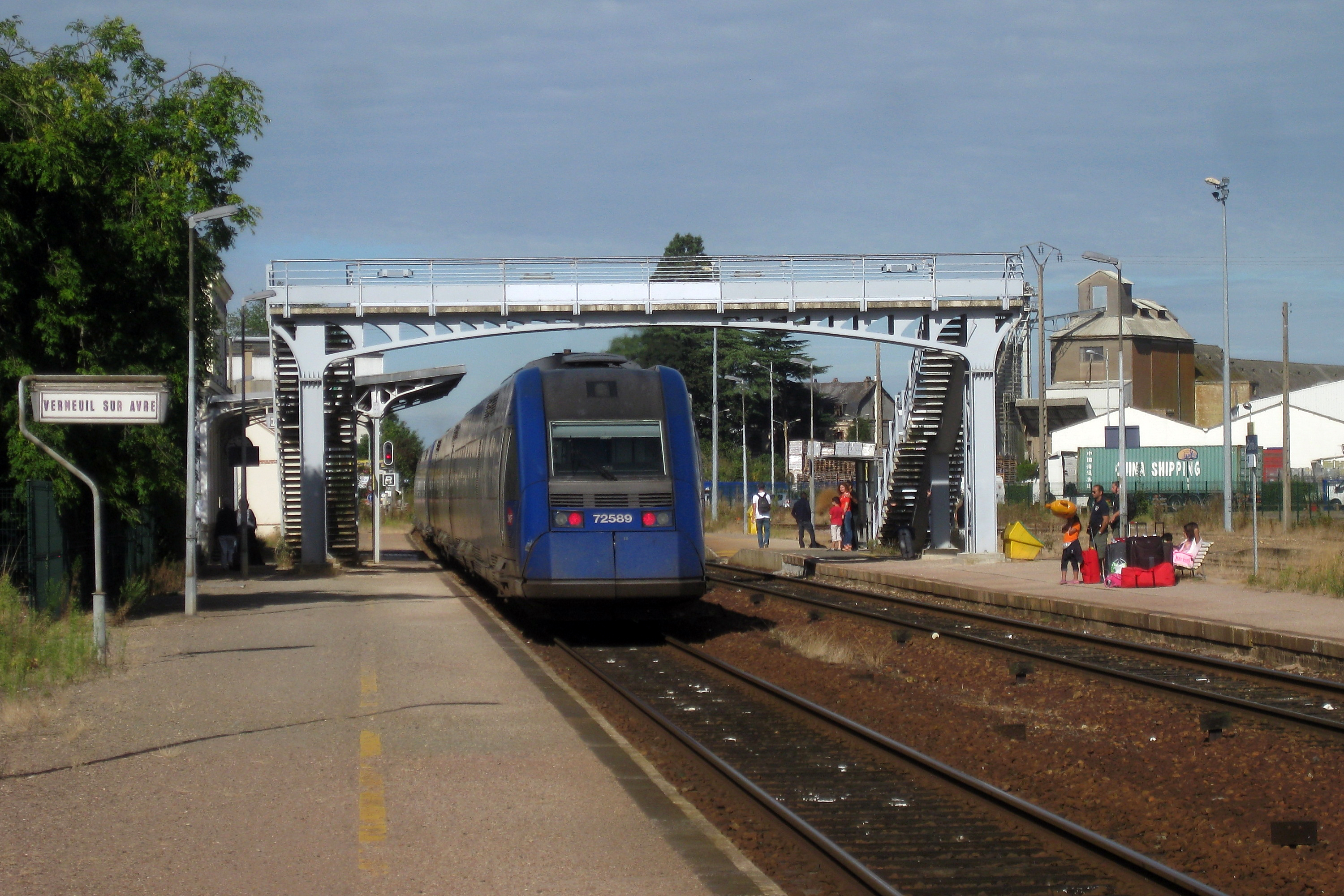
Le Paris - Argentan du matin repart de la gare après l'avoir desservie, assuré en UM 3 d'X 72500.
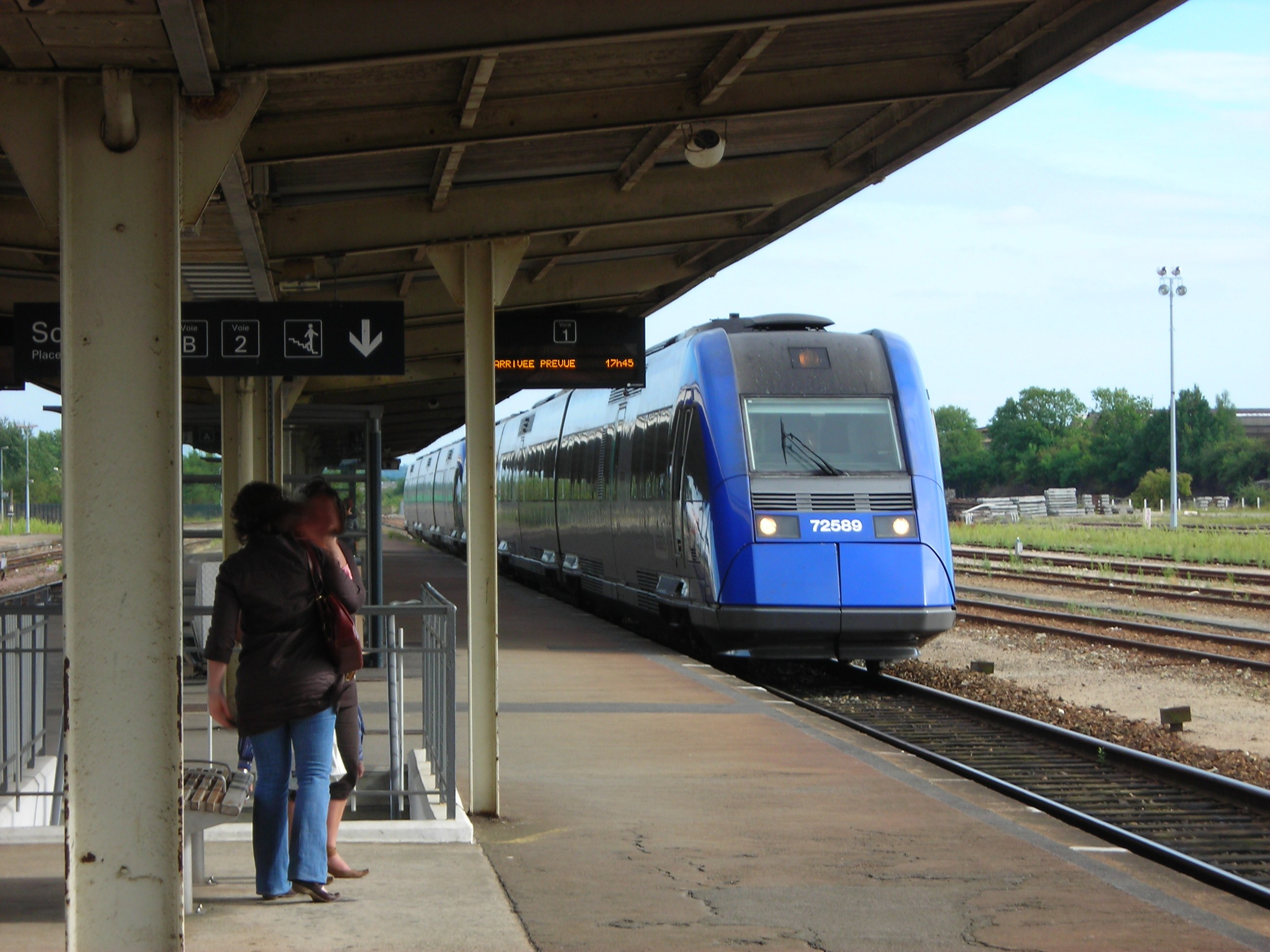
X 72500 en gare d'Argentan.

#### Rame à Turbine à Gaz

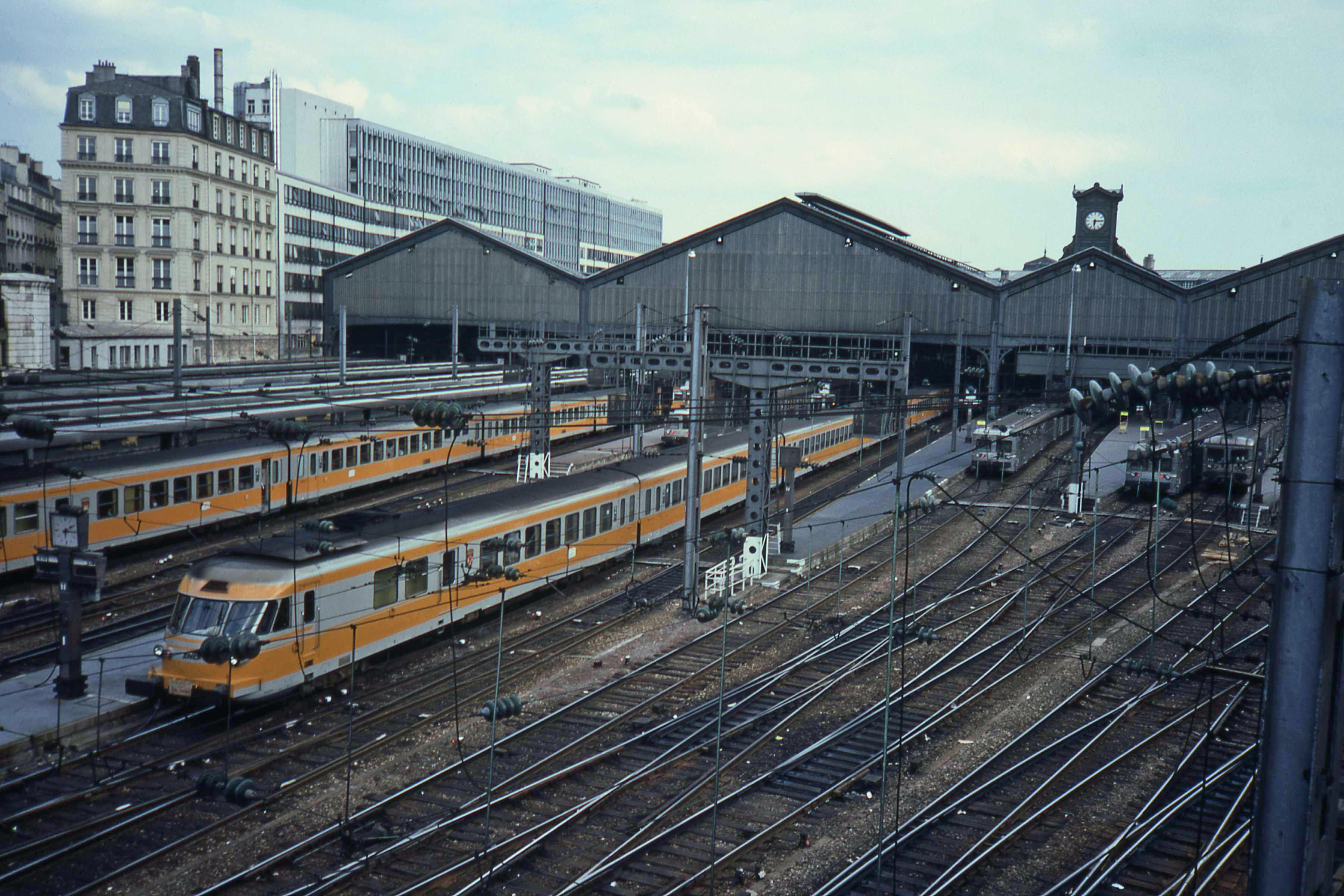
RTG en gare de Paris Saint-Lazare en attente de départ, avant 1987.

### Locomotives

#### BB 16000
Les BB 16000 ont assuré au cours de leur très longue carrière la traction de la plupart des trains rapides et express des réseaux nord, est, et nord-ouest. Avec la progression de l'électrification des lignes en courant alternatif 25 kV-50 Hz, elles ont rapidement supplanté les locomotives à vapeur sur ces services, des TEE prestigieux aux omnibus de desserte, et jusqu'à certains trains de marchandises du "régime accéléré".
L'arrivée de BB 15000 provenant de Strasbourg pour remorquer des Corail et TER au départ de Paris-Nord et Paris-Saint-Lazare, dont certaines ont été modifiées pour la conduite en réversibilité par multiplexage (Corail et V2N), mènera rapidement les BB 16100 à la radiation.

La BB 16061 a assuré le dernier service des BB 16000 sur Paris-Saint-Lazare le 13/03/2010 avec la traction d’un train Paris - Le Havre. Les deux derniers exemplaires maintenus en service actif (BB 16029, BB 16051) ont régulièrement roulé jusqu'au 16 décembre 2012 (CIC Paris - Amiens et Paris - Maubeuge). Les radiations se sont succédé entre 2009 et 2012. Les 6 dernières BB 16000 ont été radiées des inventaires le 31 décembre 2012.

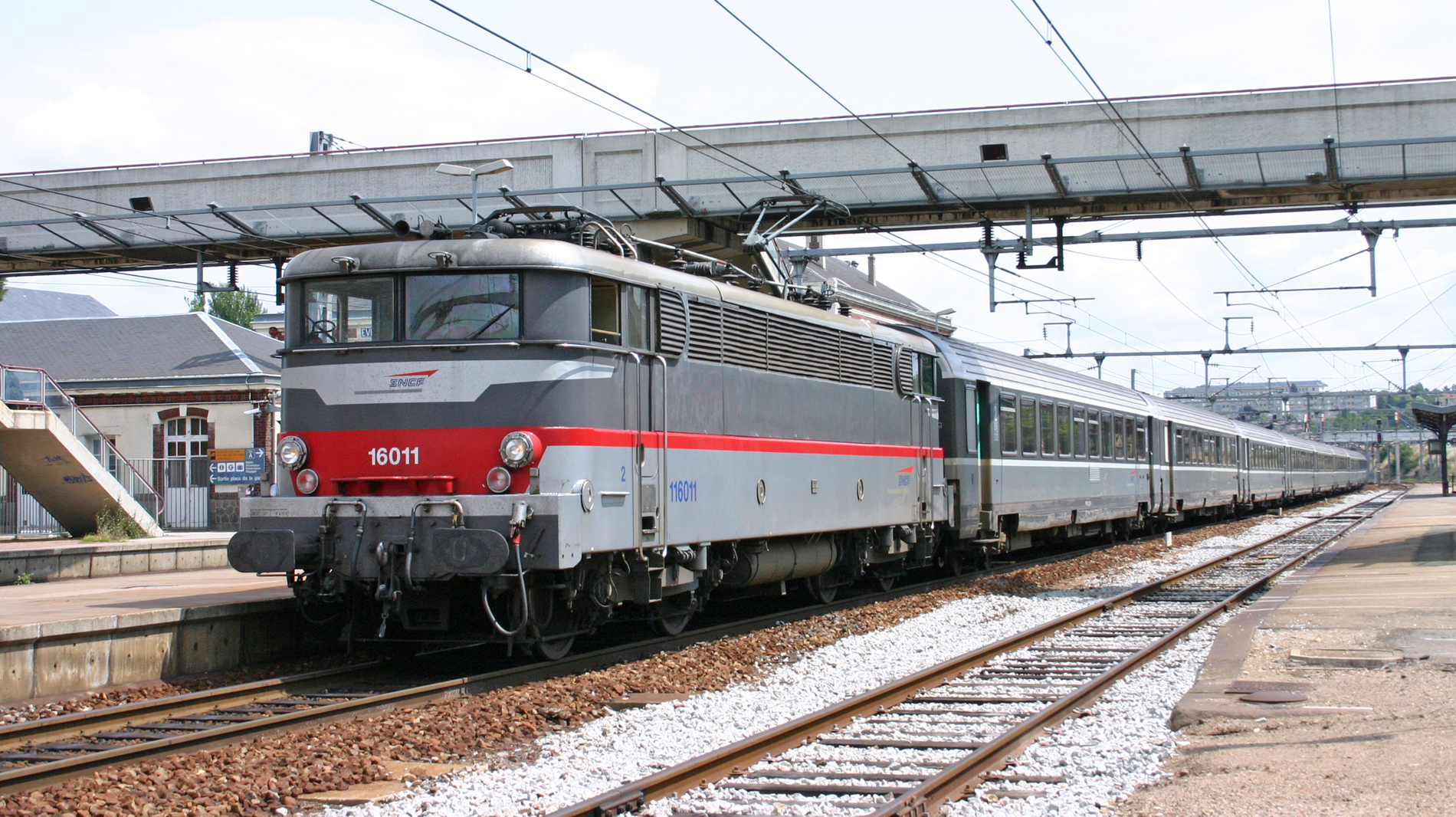
BB 16000 tractant des voitures Corail en gare d'Évreux-Normandie (2010).
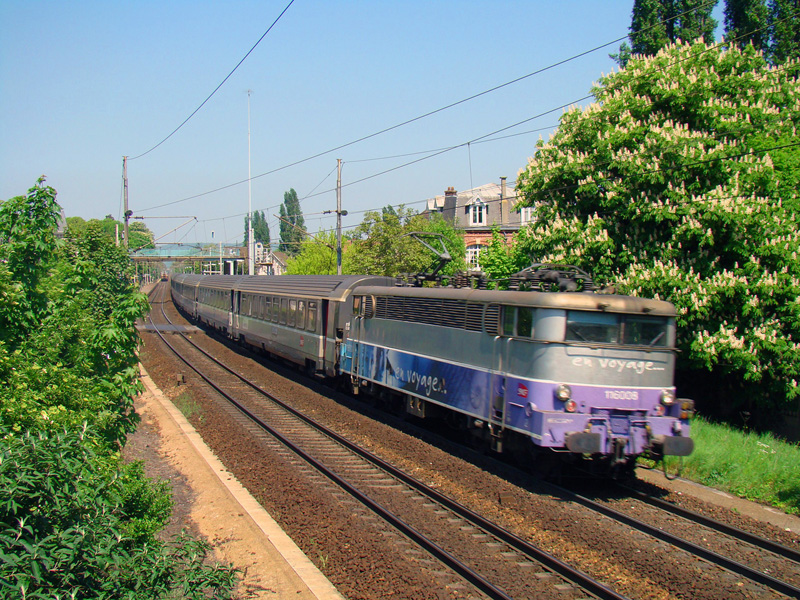
BB 16008 en livrée En Voyage assurant un train pour Paris-St-Lazare.

#### BB 26000

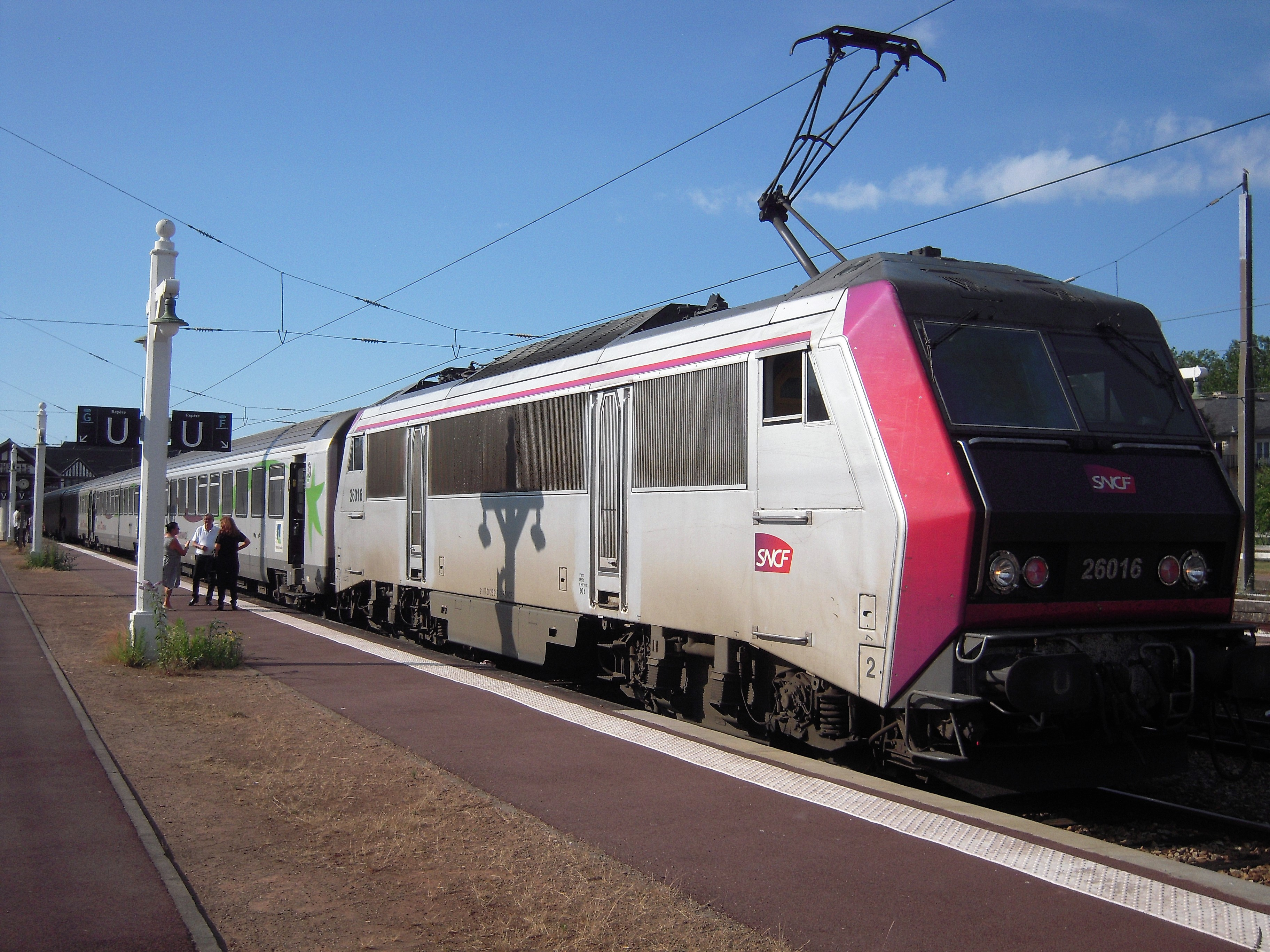
BB 26016 Carmillon en gare de Trouville-Deauville.

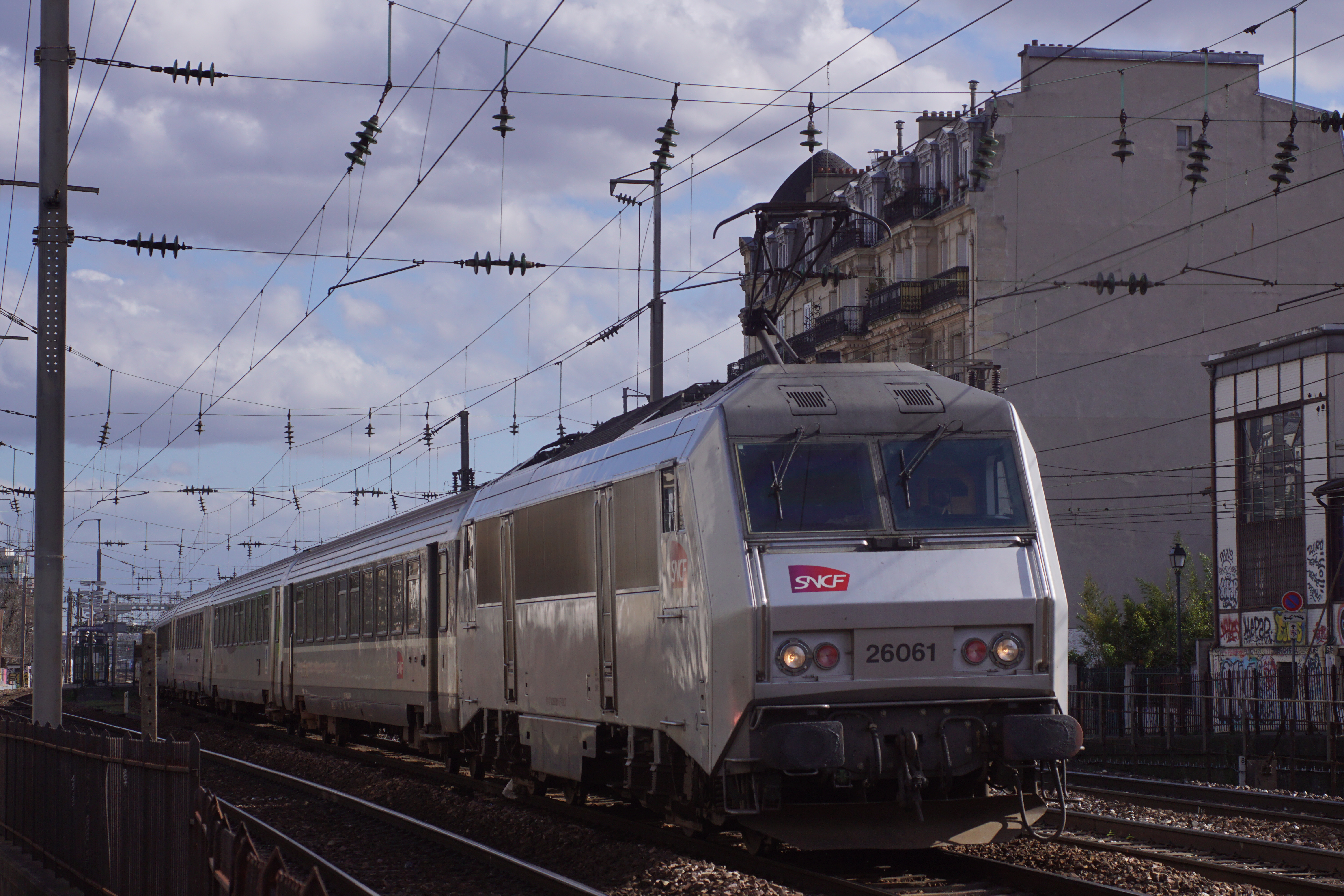
BB 26000 Grise traversant Asnières-sur-Seine avec sa composition Corail.

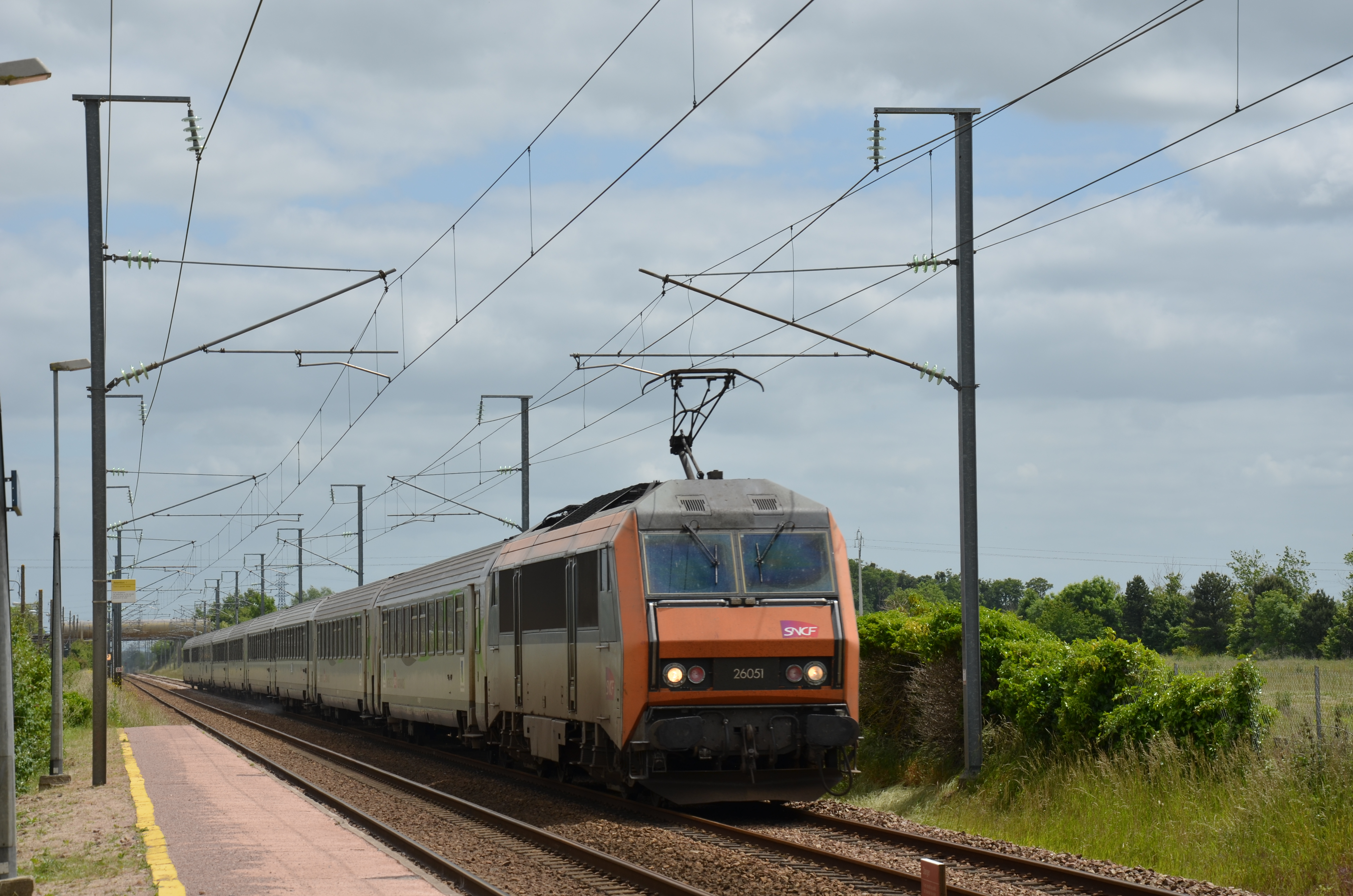
BB 26051 Béton traversant Frénouville-Cagny.

| Rames    | Mise en service  | Transfert sur Bordeaux-Marseille | Livrée    | STF | Baptême/obs |
| -------- | ---------------- | -------------------------------- | --------- | --- | ----------- |
| BB 26006 | 4 mai 1990       | Février 2021                     | Grise     | SLN | /           |
| BB 26008 | 12 février 1990  | Février 2021                     | Grise     | SLN | /           |
| BB 26009 | 4 mai 1990       | Février 2021                     | Grise     | SLN | Longvic     |
| BB 26010 | 18 mai 1990      | Février 2021                     | Grise     | SLN | Vallorbe    |
| BB 26012 | 1er juin 1990    | Février 2021                     | Carmillon | SLN | Hagondange  |
| BB 26013 | 11 juin 1990     | Février 2021                     | Carmillon | SLN | Miramas     |
| BB 26016 | 16 juillet 1990  | Février 2021                     | Carmillon | SLN | Caussade    |
| BB 26018 | 31 juillet 1990  | Février 2021                     | Carmillon | SLN | /           |
| BB 26030 | 23 novembre 1990 | Février 2021                     | Carmillon | SLN | /           |
| BB 26031 | 21 décembre 1990 | Février 2021                     | Carmillon | SLN | /           |
| BB 26032 | 7 décembre 1990  | Février 2021                     | Carmillon | SLN | /           |
| BB 26035 | 14 janvier 1991  | Février 2021                     | Carmillon | SLN | /           |
| BB 26061 | 2 octobre 1991   | Février 2021                     | Grise     | SLN | /           |
| BB 26234 | 23 juillet 1998  | Février 2021                     | Orange    | SLN | /           |

### Matériel remorqué voyageurs

#### Voitures Corail
Plus de 200 voitures Corail étaient en circulation sur le réseau TER Normandie. Certaines rames étaient aptes à 200 km/h (rames Basse-Normandie), tandis que d'autres étaient réversibles (rames Haute-Normandie). Elles assuraient respectivement les services Paris - Caen - Cherbourg; Paris - Trouville-Deauville, et Paris - Rouen - Le Havre.
Plus anciennement des Corail tractées par des BB 67300/400 roulaient sur la ligne Paris - Granville jusqu'à l'arrivée du matériel automoteur X 72500 en 1999.
La plupart des voitures Corail en circulation ont été rénovées à partir de 2007, grâce au financement des deux anciennes régions normandes. La région Basse-Normandie a fait le choix d'une livrée "étoilée" (violet pour la 1re et vert pour la 2e classe) semblable à celle de certains des TER. Les intérieurs Roger Tallon ont été conservés puisque seuls les coloris intérieurs ont été modifiés (sièges, moquette, plafond, rideaux...). La région Haute-Normandie a utilisé une livrée "bulle" (vert pour la 1re et violet pour la 2e classe), également utilisée sur les TER. Pour se distinguer, elle a préféré utiliser des sièges semblables à ceux présents dans ses rames Z 26500. Les sièges, l'absence de rideaux et les parois blanches de ces voitures Haute Normandie rajeunissent considérablement l'aspect du train. Le confort d'assise est lui par contre beaucoup plus ferme que sur les sièges Roger Tallon rénovés des voitures Basse Normandie. La précédente rénovation de ces rames datait des années 1990 (rénovation dite "Nouvelle déco" et "Corail Plus").
Avec la livraison des 40 Omneo Premium intervenue de 2019 à 2021, plus aucune voiture Corail ne circule sur les lignes normandes.

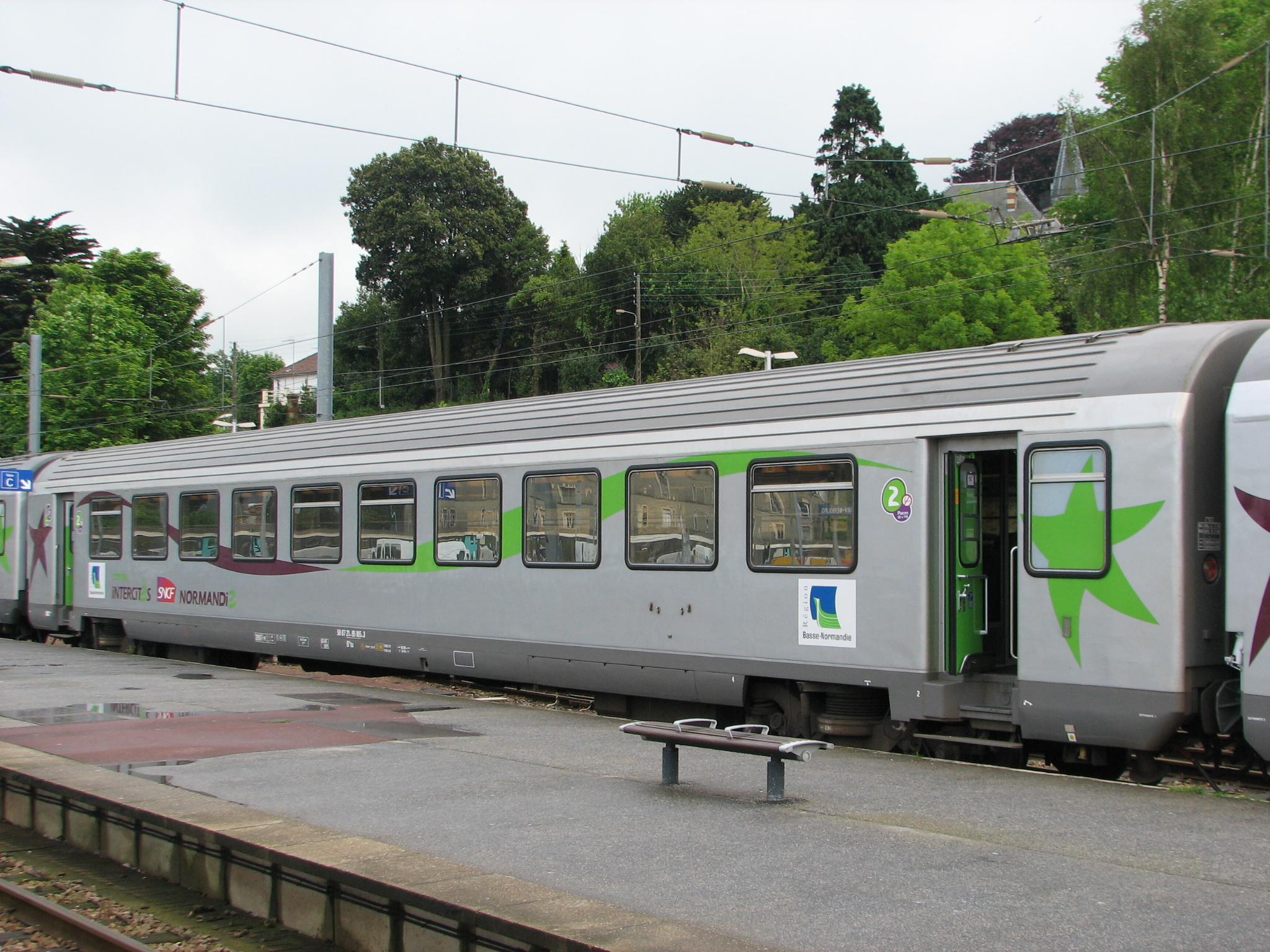
Voiture Corail 200 Basse-Normandie (2de classe) en gare de Cherbourg (2008).
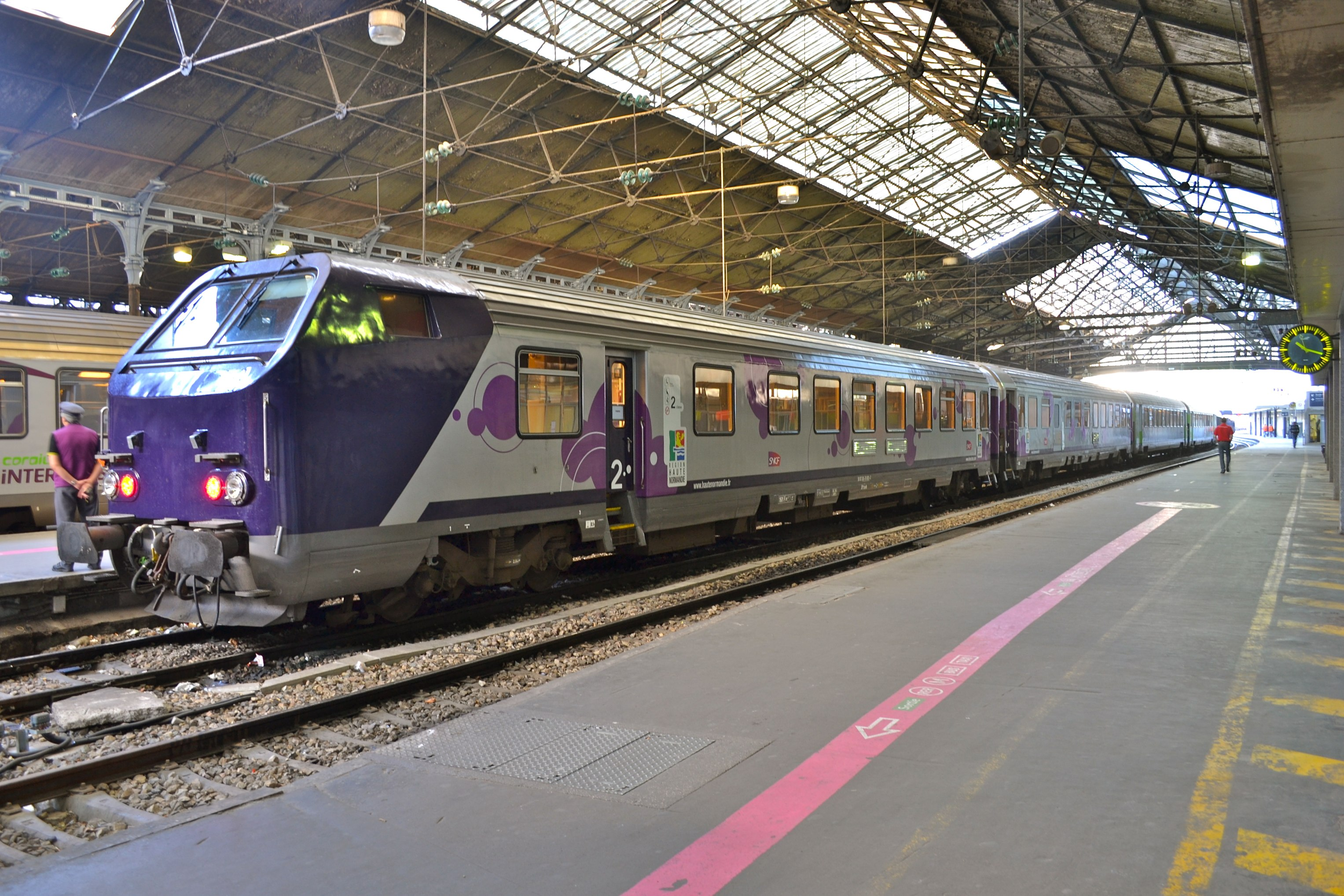
Voiture Corail réversible Haute-Normandie (2de classe) en gare de Paris-Saint-Lazare (2011).
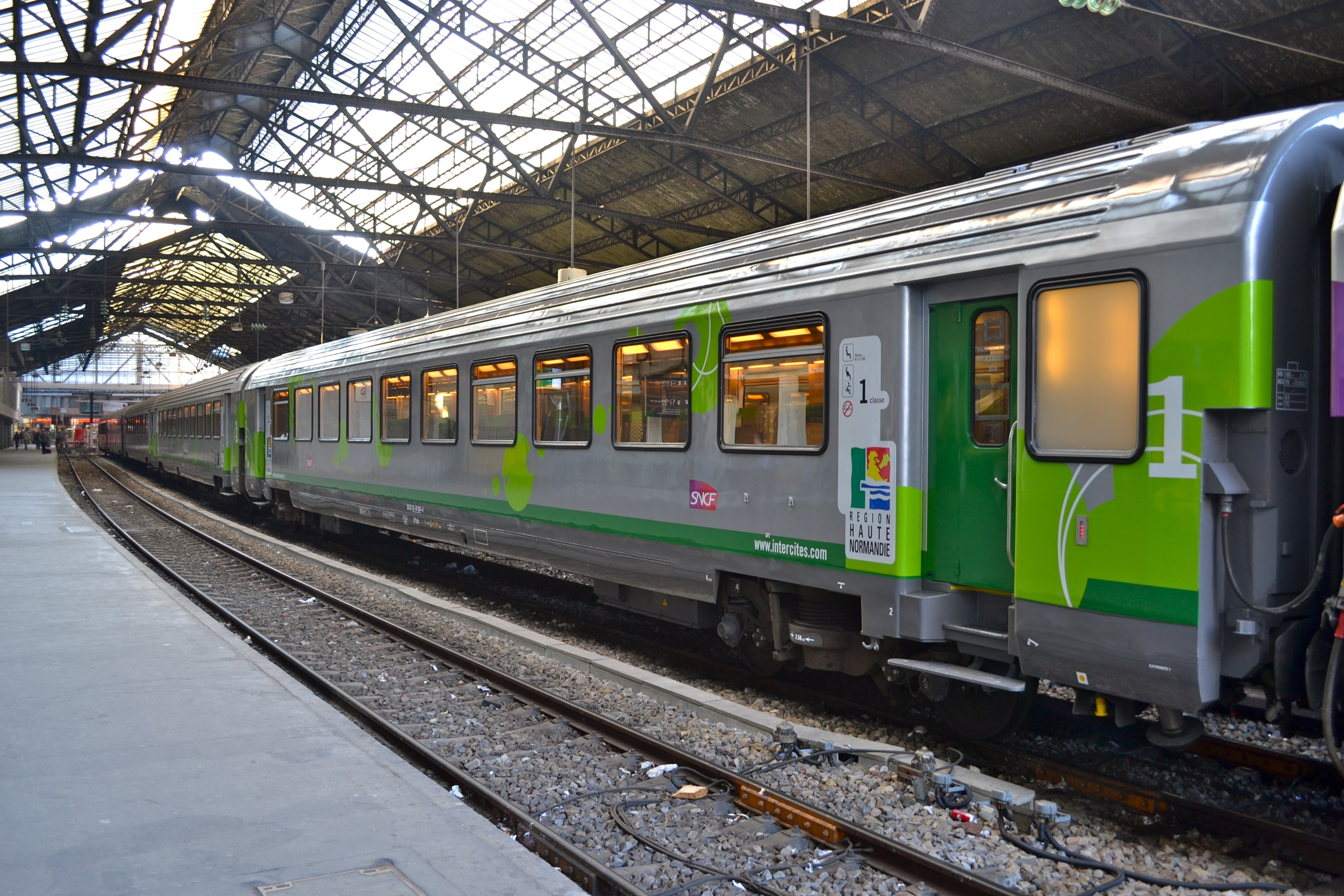
Voiture Corail Haute-Normandie (1re classe) en gare de Paris-Saint-Lazare (2011).

#### Rames Inox Omnibus 88
Le parc a été composé de six Rames Inox Omnibus 88 (RIO 88) de 4 caisses rénovées en 1999. Ils s'agissait de Rames Inox de Banlieue 60 (RIB 60) qui ont été reconditionnées. Elles assuraient des services entre Paris et Caen.

#### Voitures Omnibus à 2 Niveaux (VO2N)
Les rames VO2N étaient des rames réversibles (tirées et poussées par des BB15000R), composées de 6 à 7 caisses, aptes a la vitesse de 140km/h. Anciennement affectées aux liaisons omnibus Paris - Rouen ; Paris - Evreux et Paris - Serquigny, leur dernier service commercial fut le 10 décembre 2024 sur le train 851009 reliant Evreux à Paris.

#### Voiture à 2 Niveaux (V2N)
Les rames V2N étaient des rames réversibles (tirées et poussées par des BB15000R), composées de 6 à 7 caisses, aptes a la vitesse de 160km/h. Anciennement affectées aux liaisons Paris - Rouen ; Paris - Havre et Paris - Vernon-Giverny, leur dernier service commercial fut le 28 mars 2025 sur le train 850019 reliant Paris à Vernon-Giverny.